# John Wayne Gacy
John Wayne Gacy (17 de março de 1942 – 10 de maio de 1994) foi um assassino em série e estuprador estadunidense, conhecido como o Palhaço Assassino. Acusado de torturar, estuprar e matar ao menos 33 adolescentes entre 1972 e 1978 no condado de Cook, no estado de Illinois, na região metropolitana de Chicago, ele foi condenado a 21 prisões perpétuas e 12 penas de morte.
Todos os assassinatos conhecidos perpetrados por Gacy foram cometidos em sua casa no bairro de Norwood Park. Suas vítimas eram trazidas à sua casa por força ou por subterfúgios enganosos; todas, exceto a sua primeira vítima — a qual foi esfaqueada até a morte —, foram mortas por asfixia ou estrangulamento com um garrote improvisado. Gacy enterrou 26 de suas vítimas sob o assoalho de sua casa. Outras três vítimas foram enterradas em outras partes de sua residência enquanto os cadáveres das quatro últimas foram jogados no rio Des Plaines.
Condenado por 33 assassinatos, Gacy foi sentenciado à morte no dia 13 de março de 1980 por 12 desses crimes. Ele passou 14 anos no corredor da morte antes de ser executado via injeção letal no Centro Correcional de Stateville no dia 10 de maio de 1994.
Gacy ficou conhecido como o "Palhaço Assassino" por conta de seus trabalhos de caridade, eventos para obtenção de fundos e festas infantis nos quais ele se vestia como "Pogo, o Palhaço" ou "Patches, o Palhaço", personagens os quais ele criou.

## Vida

### Infância e adolescência (1942-1960)
John Wayne Gacy, nasceu em Chicago em 17 de março de 1942, sendo o segundo filho e único menino de três crianças, filhos de John Stanley (20 de junho de 1900 — 25 de dezembro de 1969), um mecânico de carros de passeio e veterano da Primeira Guerra Mundial, e sua esposa Marion Elaine Robinson (4 de maio de 1908 — 6 de dezembro de 1989), uma dona de casa. Gacy possuía ascendência polaca e dinamarquesa. Seus avós paternos (os quais grafavam o sobrenome como "Gatza" ou "Gaca") imigraram para os EUA da Polônia (de uma região então parte da Alemanha). Enquanto criança, Gacy era gordo e pouco atlético. Ele era muito próximo de suas irmãs e de sua mãe, mas tinha um relacionamento difícil com seu pai, um alcoólatra que agredia fisicamente sua esposa e filhos.
Ao longo de sua infância, Gacy esforçou-se para fazer seu severo pai orgulhoso dele, mas raramente conseguia sua aprovação. Esse atrito foi uma constante durante sua infância e adolescência. Uma das mais antigas memórias da infância de Gacy era a de seu pai a surrá-lo com um cinto de couro quando ele tinha quatro anos por ter desarrumado acidentalmente peças de um motor que seu pai havia montado. Em outra ocasião seu pai acertou sua cabeça com um cabo de vassoura, deixando-o inconsciente. Seu pai regularmente o depreciava e frequentemente o comparava desfavoravelmente com suas irmãs, acusando-o desdenhosamente de ser "idiota e estúpido". Gacy, enquanto comentava regularmente que ele "nunca foi bom o bastante" aos olhos do seu pai, sempre negou com veemência tê-lo odiado nos interrogatórios depois de sua prisão.
Quando ele tinha seis anos de idade, Gacy roubou um caminhão de brinquedo de uma loja da vizinhança. Sua mãe o fez voltar à loja, devolver o brinquedo e desculpar-se aos donos. Sua mãe fez seu pai saber e ele surrou Gacy com seu cinto como punição. Depois desse incidente, a mãe de Gacy tentava protegê-lo dos abusos físicos e verbais do pai, ainda que só conseguisse fazer com que Gacy fosse acusado de ser um maricas e um "filho da mamãe" que "provavelmente se tornaria uma bicha".
Em 1949, o pai de Gacy soube que seu filho e outro menino foram pegos tocando sexualmente uma menina mais jovem.  Seu pai o chicoteou com um amolador de navalhas como punição. No mesmo ano, Gacy foi molestado sexualmente por um amigo de sua família, um empreiteiro que levava Gacy para passeios em sua caminhonete e, então, o tocava inapropriadamente. Gacy jamais disse nada acerca desses incidentes ao seu pai e tinha medo que ele o responsabilizasse por eles.
Por causa de um problema cardíaco, Gacy foi obrigado a evitar a prática esportiva durante seus anos escolares. Um estudante médio com poucos amigos, ele era um objeto ocasional de bullying por parte das crianças das vizinhanças e de seus colegas de escola. Ele era conhecido por ajudar o inspetor escolar e se voluntariar para levar recados para professores e vizinhos. Durante a quarta série, Gacy começou a ter desmaios. Ele era ocasionalmente hospitalizado por conta deles e em 1957 foi internado por conta de uma apendicite. Gacy estimou, depois, que entre os seus 14 e 18 anos ele deve ter passado cerca de um ano no hospital por conta de tais problemas; ele também atribuiu a queda de suas notas escolares por faltar à escola. Seu pai suspeitava que os seus problemas de saúde eram uma tentativa de ganhar simpatia e atenção e abertamente o acusava de fingir enquanto ele estava prostrado no leito do hospital. Embora sua mãe, irmãs e os seus poucos amigos jamais duvidassem de sua doença, o problema médico de Gacy jamais foi conclusivamente diagnosticado.
Um dos amigos de Gacy no ensino secundário recordou das várias vezes que o seu pai o ridicularizava ou o espancava seu filho sem qualquer provocação. Em uma ocasião, em 1957, o mesmo amigo presenciou um incidente na casa dele em que seu pai, sem qualquer razão, começou a gritar com ele e, depois, espancá-lo. Sua mãe tentou intervir. O amigo de Gacy rememorou que ele simplesmente "levantou as mãos para defender-se", completando que ele nunca bateu de volta em seu pai durante essas agressões.

### Início de fase adulta
Em 1960, aos 18 anos, Gacy passou a envolver-se na política trabalhando como assistente de fiscal eleitoral para um candidato do Partido Democrata de sua vizinhança. Tal decisão fez com que ele ganhasse mais críticas de seu pai, o qual passou a chamá-lo de "ingênuo". Gacy posteriormente especulou que tal decisão pode ter sido uma tentativa de conseguir uma aceitação que ele nunca obteve de seu pai.
No mesmo ano em que Gacy se tornou um candidato pelo Partido Democrata, seu pai comprou um carro para ele, não obstante o registro do automóvel ficasse com seu pai até que Gacy completasse os pagamentos mensais. Tais pagas levaram vários anos para serem completadas e seu pai confiscaria as chaves do carro se ele não lhe obedecesse. Em uma ocasião, em 1962, Gacy fez cópias das chaves depois que seu pai confiscou as originais. Como resposta, seu pai retirou a capa do distribuidor do carro, retendo-a consigo por três dias. Gacy recordava que, como resultado desse incidente, ele se sentiu "completamente doente; exaurido". Quando seu pai recolocou a capa do distribuidor, Gacy deixou a casa de seus pais e dirigiu até Las Vegas no estado de Nevada onde ele conseguiu emprego no serviço de ambulâncias antes de ser transferido para trabalhar como atendente no Necrotério de Palm. Ele trabalhou nessa função por três meses antes de retornar à Chicago.
Como atendente do necrotério, Gacy dormia em uma cama atrás da sala de embalsamamento. Nesta função, ele observava os agentes funerários embalsamando cadáveres e, depois, confessou que, em uma noite quando sozinho, entrou no caixão de um falecido adolescente masculino, acariciando e abraçando o cadáver antes de sentir uma sensação de choque. Gacy mais tarde afirmaria ter se envolvido em atos de necrofilia em aproximadamente duas vezes enquanto trabalhava no Necrotério de Palm. Ele se justificaria dizendo que os cadáveres que ele profanou eram "apenas coisas mortas" que "não diriam nada a ninguém".
O senso de choque fez que Gacy ligasse à sua mãe no dia seguinte e perguntasse se seu pai permitiria que ele retornasse à casa dele. Seu pai concordou e no mesmo dia Gacy voltou a morar com sua família em Chicago. Depois do seu retorno, apesar do fato dele não ter concluído o ensino secundário, Gacy foi admitido com sucesso no Northwestern Business College onde ele se graduou em 1963. Depois Gacy conseguiu um cargo como estagiário de gerência na empresa de calçados Nunn-Bush Shoe Company.
Em 1964, a firma o transferiu para Springifield para trabalhar como vendedor. Ele foi promovido a gerente do seu departamento. Em março do mesmo ano, ele ficou noivo de Marlynn Myers, uma colega de trabalho no departamento o qual ele geria. Depois de um namoro de nove meses, eles se casaram em setembro de 1964. Logo após, seu sogro comprou três restaurantes Kentucky Fried Chicken em Waterloo, no estado do Iowa, e Gacy e sua esposa mudaram-se para Waterloo de modo que ele pudesse administrar os restaurantes, ficando acordado que eles se mudariam para casa dos pais de Marlynn (a qual foi desocupada para o casal).
Durante o seu namoro com Marlynn, Gacy se juntou à sucursal da organização cívica Jaycees e se tornou um incansável trabalhador em prol da organização, acabando por ser eleito o "homem-chave" da instituição em 1964. No mesmo ano, Gacy teve sua segunda relação homossexual. De acordo com Gacy, ele consentiu com esse incidente depois de um de seus colegas da sucursal Jaycee de Springfield embebedá-lo e convidá-lo a passar a noite em seu sofá; o colega então lhe fez sexo oral enquanto ele estava bêbado.
Por volta de 1965, Gacy ascendeu à posição de vice-presidente da sede Jaycee de Springfield. No mesmo ano, ele foi nomeado como o terceiro Jaycee mais importante do estado de Illinois.

## Waterloo, Iowa
Em 1966 Gacy aceitou a oferta de seu sogro para administrar três restaurantes KFC em Waterloo. A oferta era lucrativa: Gacy receberia 15 mil dólares ao ano (equivalente em 2019 a 118,5 mil dólares [R$ 456 500 ou 104 094 €]), e mais uma parte lucros aferidos pelos restaurantes. Após a conclusão de um curso de administração, Gacy mudou-se para Waterloo ao fim do ano.
Uma vez em Waterloo, Gacy juntou-se à filial local dos Jaycees, trabalhando regularmente horas extras na instituição, para além das jornadas de 12 a 14 horas que ele cumpria trabalhando nos restaurantes. Embora considerado ambicioso e algo presunçoso por seus colegas nos Jaycees, ele era altamente considerado como trabalhador em vários projetos de arrecadação de fundos. Em 1967, ele foi nomeado "ilustre vice-presidente" da filial Jaycee de Waterloo. Nas reuniões dos Jaycees, Gacy frequentemente fornecia frango frito de graça para seus colegas e insistia que fosse chamado pelo apelido de "Coronel". No mesmo ano Gacy trabalhou no conselho de administração dos Jaycees de Waterloo.
A esposa de Gacy teve dois filhos: um menino chamado Michael nascido em fevereiro de 1966, seguido de uma menina chamada Christine em março de 1967. Gacy, depois, descreveu esse período de sua vida como "perfeito", adicionando que ele finalmente ganhou a tão desejada aprovação de seu pai. E certa ocasião, em julho de 1966, os pais de Gacy fizeram uma visita a Iowa durante a qual seu pai pediu desculpas pelo abuso físico e emocional que ele infligiu ao filho durante sua infância e disse orgulhosamente: "Filho, eu estava errado sobre você".
Entretanto, havia um lado sombrio da vida Jaycee em Waterloo que envolvia troca de casais, prostituição, pornografia e drogas.  Gacy estava profundamente envolvido em muitas dessas atividades e frequentemente traía sua esposa com prostitutas locais. Também é sabido que ele abriu um "clube" em seu porão no qual ele permitia que seus empregados bebesse e jogassem sinuca. Embora Gacy empregasse adolescentes de ambos os sexos nos seus restaurantes, ele socializava apenas com os jovens rapazes. Muitos eram alcoolizados e Gacy fazia investidas sexuais sobre eles que, se rechaçadas, eram tomadas por ele como brincadeiras ou como um teste moral.

### Primeiros crimes
Em agosto de 1967, Gacy cometeu sua primeira agressão sexual. A vítima era um menino de 15 anos chamado de Donald Voorhees, filho de um colega Jaycee. Gacy atraiu Voorhees à sua casa sob o pretexto de mostrar filmes pornográficos. Gacy o embebedou e convenceu o jovem a fazer sexo oral nele. Nos meses seguintes, vários outros jovens foram abusados sexualmente de um modo parecido, incluindo um que Gacy encorajou a fazer sexo com sua própria esposa antes de chantageá-lo para que ele lhe fizesse sexo oral. Gacy enganou vários adolescentes fazendo-os acreditar que ele era autorizado a realizar experimentos homossexuais no interesse da "pesquisa científica" para os quais cada adolescente era pago em até 50 dólares (equivalente a 383 dólares em 2019 [R$ 1 473 ou 337 €]).
Em março de 1968 Voorhees disse a seu pai que Gacy o tinha violentado. Isto o fez informar imediatamente à polícia e Gacy foi preso e subsequentemente acusado de sodomia oral em relação a Voorhees e da tentativa de violentar um adolescente de 16 anos chamado Edward Lynch. Gacy negou veementemente ter cometido tais crimes e demandou fazer o teste do polígrafo, o qual foi realizado. Os resultados indicaram que Gacy estava nervoso quando negou os malfeitos em relação a Voorhees e Lynch.
Gacy negou publicamente qualquer malfeito e insistiu que as acusações feitas contra ele eram politicamente motivadas – o pai de Voorhees tinha se oposto à nomeação de Gacy como presidente dos Jaycees de Iowa. Vários colegas jaycees julgaram a versão de Gacy crível e se mobilizaram em seu apoio. Entretanto, no dia dez de maio de 1968, Gacy foi indiciado com pela acusação de sodomia.
No trinta de agosto de 1968, Gacy convenceu um de seus empregados, um rapaz de 18 anos chamado Russell Schroeder, a surrar Voorhees de modo a desencorajá-lo a testemunhar contra ele no julgamento que e aproximava. Schroeder concordou em atrair Voorhees para um local ermo, borrifar spray de pimenta no seu rosto e espancá-lo. Gacy prometeu pagar a Schroeder 300 dólares (equivalente a 2 300 dólares em 2019 [R$ 8.848 ou 2.024 €]) se ele cumprisse o plano. Em inícios de setembro, Schroeder atraiu Voorhees a um parque isolado, borrifou spray de pimenta que Gacy forneceu nos olhos de Voorhees e o surrou enquanto gritava que ele não deveria testemunhar contra Gacy no julgamento.

"O aspecto mais alarmante dos resultados dos testes foi a total negação da responsabilidade do paciente por tudo o que aconteceu a ele. Ele pode produzir um álibi para tudo. Ele se apresenta como uma vítima das circunstâncias e culpa outras pessoas que estão de fora... o paciente tenta dar uma resposta simpática tentando mostrar-se como estando à mercê de um ambiente hostil."

Parte do relatório que detalha a avaliação psiquiátrica de Gacy de 1968
Voorhees conseguiu escapar e imediatamente denunciou o ataque à polícia, identificando Schroeder como seu agressor, o qual foi acabou por ser preso no dia seguinte. Apesar de, inicialmente, negar qualquer envolvimento, Schroeder logo confessou ter agredido Voorhees, indicando que ele assim o fez por Gacy tê-lo pedido. Este foi preso e acusado de contratar Schroeder para agredir e intimidar Voorhees. No dia doze de setembro, Gacy foi ordenado a fazer uma avaliação psiquiátrica no Hospital Psiquiátrico da Universidade do Estado de Iowa. Dois médicos examinaram Gacy durante um período de dezessete dias antes de concluir que ele tinha transtorno de personalidade dissocial (a qual engloba psicopatia e sociopatia) e que era improvável que ele se beneficiasse de qualquer terapia ou tratamento médico; seu comportamento provavelmente o colocaria repetidamente em conflito com a sociedade. Os médicos concluíram, também, que ele era mentalmente competente para ir a julgamento.

## Condenação e prisão
Seguindo o conselho de seu advogado, Gacy declarou-se culpado da acusação de sodomia feita por Donald Voorhees. Ele se disse inocente de outras acusações feitas por outros jovens em uma acusação formal ocorrida em sete de novembro de 1968. Diante do juiz, Gacy alegou que efetivamente ele e Voorhees tiveram relações sexuais, mas ainda assim insistiu que Voorhees se ofereceu sexualmente e ele agiu por curiosidade. Ninguém deu crédito à sua versão. Embora seus advogados recomendassem a liberdade condicional, Gacy foi condenado por sodomia no dia três de dezembro de 1968, sendo sentenciado a dez anos de prisão na Penitenciária Estadual de Anamosa. No dia em que Gacy foi julgado e condenado, sua esposa pediu o divórcio, requisitando a posse da residência do casal, propriedades, e a guarda exclusiva de seus dois filhos e o subsequente pagamento da pensão alimentícia. O tribunal decidiu em favor de sua esposa e o divórcio foi finalizado em dezoito de setembro de 1969. Gacy jamais voltou a ver sua primeira esposa e os filhos de seu primeiro casamento.
Durante o período em que esteve preso na Penitenciária Estadual de Anamosa, Gacy logo ganhou a reputação de prisioneiro modelo. Em poucos meses ele foi alçado à posição de cozinheiro chefe dentro da prisão. Ele também juntou-se à seção prisional dos Jaycees e aumentou a adesão entre os detentos de 50 para 650 em um espaço de tempo de menos de 18 meses. Também é sabido que ele conseguiu um aumento do salário diário dos presos que trabalhavam no refeitório da prisão, além de ter supervisionado vários projetos com vistas a melhoria das condições dos detentos dentro da prisão. Certa vez Gacy supervisionou a instalação de um campo de golfe miniatura no pátio de recreação da penitenciária.
Em junho de 1969, Gacy tentou pela primeira vez solicitar ao Comitê de Condicional do estado de Iowa sua liberdade antecipada: esta tentativa foi recusada. Ao preparar-se para sua segunda audiência de liberdade condicional agendada para maio de 1970, Gacy completou 16 cursos secundários para os quais ele conseguiu seu diploma em novembro de 1969.
No natal de 1969, o pai de Gacy morreu vitimado por uma cirrose. Gacy não foi informado acerca da morte de seu pai até dois dias depois de sua morte. Quando soube, Gacy teria desabado ao chão, chorando incontrolavelmente e teve de ser ajudado pelos agentes penitenciários. Gacy pediu licença supervisionada para poder acompanhar o funeral de seu pai em Chicago, mas o pedido foi negado.

## Condicional
Foi concedida liberdade condicional a Gacy com doze meses de supervisão em 18 de junho de 1970, depois dele cumprir dezoito meses dos dez anos de sua sentença. Duas das condições da sua liberdade era que Gacy teria de se mudar para Chicago para viver com sua mãe; ele, também, teria que obedecer um toque de recolher às 22h. O Comitê de condicional do estado Iowa receberia atualizações sobre o seu progresso.
Após a sua libertação, Gacy disse a um amigo e colega Jaycee chamado Clarence Lane – o qual o buscou na prisão após sua soltura e que continuou firme acreditando na inocência de Gacy – que ele "jamais voltaria a ser preso" e que intentava se restabelecer em Waterloo. Porém, em 24 horas depois de sua libertação, Gacy se mudou para Chicago para viver com sua mãe. Ele chegou em Chicago no dia 19 de junho e logo depois conseguiu um emprego como cozinheiro em um restaurante.
No 12 de fevereiro de 1971, Gacy foi acusado de violentar um adolescente. O jovem disse que Gacy o atraíra ao seu carro no terminal de ônibus da Greyhound de Chicago e o levou à sua casa onde ele tentara forçar o jovem a fazer sexo com ele. Essa queixa foi, posteriormente, rejeitada depois do rapaz não comparecer no tribunal. O Comitê de Condicional do estado de Iowa não soube deste acontecimento (o qual violava os requisitos de sua liberdade condicional) e, oito meses depois, em outubro de 1971, a condicional de Gacy terminou. No mês seguinte, os registros das condenações anteriores de Gacy no estado de Iowa foram ocultados.
Com o apoio financeiro de sua mãe, Gacy comprou uma casa em Norwood Park Township, uma área não incorporada no condado de Cook. O endereço, West Summerdale Avenue, 8213, foi onde ele morou até sua prisão em dezembro de 1978 e, também, foi o local onde ele cometeu todos os seus assassinatos. Em agosto de 1971, logo depois que Gacy e sua mãe mudarem para a casa, ele se tornou noivo de Carole Hoff, uma divorciada com duas filhas pequenas. Hoff, a qual ele namorou por um curto período durante o ensino secundário, tinha sido amiga de sua irmã mais nova. Sua noiva mudou-se para sua casa logo após o casal anunciar o seu noivado. A mãe de Gacy mudou-se da casa pouco antes de seu casamento, em primeiro de julho de 1972.
Uma semana antes de seu casamento, em 22 de junho, Gacy foi preso e acusado de lesão corporal dolosa e conduta imprudente. A prisão foi em resposta a uma queixa apresentada por jovem chamado Jackie Dee, o qual informou à polícia que Gacy, fingindo ser um policial, tinha mostrado um distintivo e o atraiu para seu carro, forçando-o a fazer sexo oral. Tais acusações foram retiradas depois do jovem ter tentado chantagear Gacy para que ele pagasse para ter as acusações desfeitas.

## Homem de negócios e trabalhador voluntário
Após o casamento com Carole Hoff, sua nova esposa e enteadas mudaram-se para sua casa na Summerdale Avenue. Gacy deixou seu trabalho como cozinheiro e começou seu próprio negócio de construção, a PDM Contractors (Sendo PDM as iniciais para Painting [pintura], Decorating [decoração] e Maintenance [manutenção]). Inicialmente a empresa realizava pequenos reparos tais como pintar placas, sinais, concretar, redecorar, mas depois expandiu-se em projetos que incluíam o design de interiores, reforma, instalações, montagem e paisagismo. Por volta de 1978, o faturamento bruto da PDM era superior a 200 mil dólares (equivalente a 785.558 mil dólares em 2019 [cerca de 3 milhões de reais ou 691,8 mil euros]).
Em 1973 Gacy e um empregado adolescente da PDM Contractors viajaram para a Flórida para verem uma propriedade que Gacy havia comprado. Na primeira noite na Flórida, Gacy estuprou o rapaz no quarto do hotel. Como resultado, o jovem se recusou a estar no mesmo quarto que Gacy e preferiu dormir na praia. Ao retornar a Chicago, esse empregado dirigiu até a casa de Gacy e, quando ele estava no quintal, o surrou. A sogra de Gacy impediu o rapaz de continuar as agressões contra Gacy e ele foi embora. Gacy explicou à sua esposa que a agressão se deu porque ele se recusou a pagar ao rapaz por trabalhos mal feitos.

John Wayne Gacy junto da primeira-dama Rosalynn Carter em maio de 1978.

Seus vizinhos em Norwood Park consideravam Gacy como uma pessoa sociável e prestativa; ele era ativo em sua comunidade local e organizava festas anuais de verão a partir de 1974. Ele também se tornou ativo na política via Partido Democrata, inicialmente oferecendo gratuitamente serviços de seus empregados da PDM. Gacy foi recompensado pelos seus serviços comunitários ao ser indicado para servir no comitê de iluminação pública de Norwood Park Township. Depois ele ganhou o título de "capitão de distrito". Em 1975, Gacy foi nomeado diretor da Parada do Dia da Constituição Polonesa de Chicago — ele supervisionou esse evento anual de 1975 a 1978. Graças a esse seu trabalho, Gacy conheceu e foi fotografado com a primeira dama Rosalynn Carter em seis de maio de 1978.
Através de sua filiação ao Moose Club local, Gacy tomou conhecimento de um clube de palhaços "Jolly Joker" cujos membros regularmente se apresentavam em eventos de arrecadação de fundos e paradas, além de entreter voluntariamente crianças em hospitais. Ao cabo do ano de 1975, Gacy juntou-se aos Jolly Jokers e criou os seus próprios personagens: "Pogo, o Palhaço" e "Patches, o Palhaço". Gacy fez as sua próprias roupas de palhaço e aprendeu a aplicar a maquiagem a si mesmo, muito embora alguns palhaços profissionais tenham notado que os cantos aguçados de sua boca eram contrários às bordas arredondadas que os palhaços profissionais comumente usam com vistas a não assustar as crianças. É sabido que Gacy tenha atuado como "Pogo" ou "Patches" em várias festas locais, eventos do Partido Democrata e de caridade, além de ter atuado em hospitais infantis. Também é conhecido o fato dele ter ido, trajado como palhaço, no seu bar favorito, o qual era chamado "The Good Luck Lounge", em várias oportunidades com a justificativa de que ele havia se apresentado em um evento de caridade e estava passando por lá apenas para uma bebida social antes de ir embora para casa.
Em 1975 Gacy disse a sua esposa que ele era bissexual. Depois que ambos fizeram sexo no dia das mães daquele ano, ele disse a ela que seria "a última vez" que eles teriam sexo. Ele passou a ficar a maior parte das noites longe de casa com a desculpa de que ele estava trabalhando até tarde. Sua esposa notou Gacy a trazer adolescentes à sua garagem, além de ter encontrado pornografia gay dentro de sua casa. Eles se divorciaram consensualmente em março de 1976.

## Primeiros assassinatos

### O assassinato de Timothy McCoy
No dia 2 de janeiro de 1972, Gacy pegou o rapaz de 16 anos, Timothy Jack McCoy, do terminal de ônibus Greyhound de Chicago. Gacy trouxe McCoy — que estava a viajar de Michigan a Omaha — em excursão a Chicago e depois o levou à sua casa sob pretexto de que ele poderia passar noite e depois ser levado de volta ao terminal a tempo de pegar os seu ônibus. De acordo com relato posterior de Gacy sobre o assassinato, ele acordou na manhã seguinte para se deparar com McCoy à soleira de seu quarto com uma faca de cozinha. Gacy pulou da cama e MacCoy levanto ambos os braços num sinal de rendição, inclinando a faca para cima e acidentalmente ferindo o antebraço de Gacy (e ele tinha uma cicatriz no braço para justificar sua alegação). Ele, então, torceu a faca do pulso de McCoy, bateu sua cabeça contra a parede do quarto, chutou-o contra o guarda-roupa e foi em direção a ele. McCoy então o chutou no abdome e Gacy o agarrou, empurrou-o ao chão e o esfaqueou repetidamente tórax enquanto se punha sobre seu corpo. Gacy disse, então, que foi até a cozinha e viu uma caixa de ovos aberta e viu um pedaço de toucinho ainda não fatiado sobre a mesa da cozinha. McCoy também havia posto a mesa para dois. Ele tinha entrando no quarto de Gacy para acordá-lo enquanto, distraidamente, carregava consigo a faca de cozinha na sua mão. Gacy subsequentemente enterrou McCoy sob o assoalho e depois cobriu a cova do jovem rapaz com uma camada de concreto.
Em um interrogatório depois de sua prisão, Gacy disse que, imediatamente depois de assassinar McCoy, ele se sentiu "completamente exaurido", ainda que tenha notado sentir um orgasmo entorpecedor ao matar o jovem rapaz. E ele acrescentou: "foi quando eu percebi que matar era a definitiva excitação".

### Segunda vítima conhecida
Gacy disse, posteriormente, que a segunda vez que ele cometeu um assassinato foi por volta de janeiro de 1974. Acredita-se que a vítima tenha sido um adolescente não identificado de cabelos castanhos médios, com idade estimada entre 14 a 18 anos o qual Gacy estrangulou antes de guardar o seu cadáver em seu armário antes de enterrá-lo. Gacy disse que depois disso fluídos vazavam da boca e do nariz do jovem enquanto seu cadáver estava guardado no armário, manchando o seu carpete. Como resultado disto, Gacy depois disse que ele colocava panos ou as roupas íntimas das vítimas em sua bocas para evitar que isso acontecesse novamente. Esta vítima não identificada foi enterrada a cerca de 4,6 m da churrasqueira do quintal de Gacy.

### "O truque da algema" e "o truque da corda"
Por volta de 1975, os negócios de Gacy estavam a se expandir rapidamente; como ele mesmo admitiu posteriormente, ele passou a trabalhar de 12 a 16 horas diárias para cumprir os compromissos ajustados em um número crescente de contratos. Gacy admitiu abertamente que 1975 foi o ano que ele começou a aumentar a frequência de suas excursões por sexo com jovens rapazes. Ele costumava se referir a essas excursões como sua 'pegação'.
Muito da força de trabalho da PDM consistia de estudantes secundaristas e jovens rapazes. Um desses meninos era um rapaz de 15 anos chamado Anthony Antonucci, o qual Gacy contratou em maio de 1975. Em julho de 1975 Gacy chegou a casa do moço quando ele estava sozinho, por ter ferido seu pé no trabalho um dia antes. Gacy alcoolizou o rapaz, jogou-o ao chão e algemou suas mãos às costas. A algema no pulso direito de Antonucci ficou folgada: ele conseguiu soltar seu braço após Gacy deixar a sala. Ao que Gacy retornou, Antonucci — então um membro do time de luta na escola secundária — partiu pra cima dele. O jovem rapaz jogou Gacy ao chão, conseguiu obter a chave das algemas e algemou Gacy com as mãos nas costas. Gacy vociferou ameaças, então se acalmou e prometeu deixar Antonucci caso ele retirasse as algemas. O rapaz concordou e Gacy deixou a casa. Antonucci, mais tarde, recordou do que Gacy lhe havia dito quando deitado no chão: "você não é o único que saiu das algemas; você as colocou em mim".
Uma semana depois da tentativa de violentar Antonucci, em 31 de julho de 1975, outro empregado de Gacy, John Butkovich de 18 anos, desapareceu. No dia anterior, Butkovich havia ameaçado Gacy por conta de um pagamento atrasado por duas semanas. Posteriormente, Gacy admitiu atrair Butkovich à sua casa enquanto sua esposa e enteadas vistavam sua irmã no estado do Arkansas ostensivamente para resolver a questão dos pagamentos em atraso de Butkovich. Gacy enganou o jovem rapaz de modo a conseguir que seus pulsos fossem algemados atrás de suas costas., até que Gacy o estrangulou até a morte e o enterrou sob o piso da sua garagem. Gacy, posteriormente, admitiu ter "sentado no tórax do rapaz por algum tempo" antes de matá-lo. O sedan Dodge foi encontrado abandonado em um estacionamento com a carteira do jovem rapaz e com as chaves ainda na ignição. O pai de Butkovich chamou Gacy, o qual disse ter ficado feliz por poder ajudar na busca do rapaz, mas lamentou que ele tivesse fugido. Gacy foi perguntado sobre o desaparecimento de Butkovich e admitiu que ele e dois amigos seus tinham chegado ao seu apartamento exigindo o pagamento atrasado de Butkovich, mas alegou que eles foram embora depois que chegaram a um acordo. Durante os três anos seguintes, os pais de Butkovich acionaram a polícia mais de cem vezes, instando-os a investigar Gacy em pormenor.
Enganar jovens rapazes de modo a fazê-los usar algemas tornou-se o típico modus operandi para subjugar suas vítimas. Depois de dopar um jovem com bebidas, drogas ou, geralmente, depois de ganhar sua confiança, Gacy mostraria um par de algemas (ocasionalmente como parte de seus números de palhaço) as quais ele convenceria a vítima a usar. Com a vítima algemada e incapaz de se libertar, Gacy faria uma declaração com o efeito de: "o truque é, você tem que ter a chave", antes de proceder ao estupro e tortura do seu cativo. Ele terminaria com o "truque da corda", colocando uma corda no pescoço de sua vítima, amarrando um torniquete improvisado até a vítima ser estrangulada até a morte.

### Divórcio
Depois de uma pesada discussão por conta dela não conseguir administrar corretamente o talão de cheques da PDM Contractors em outubro de de 1975, Carole Gacy pediu o divórcio. Gacy concordou com o divórcio, embora, por muito consentimento, Carole tenha ficado a viver na West Summerdale 8213 até fevereiro de 1976, quando ela se suas filhas mudaram-se para eu próprio apartamento. Um mês depois, em dois de março, o divórcio dos Gacys — decretado com base na falsa alegação da infidelidade de Gacy com outras mulheres — foi finalizado.
Embora Gacy continuasse sociável e consciente de seus deveres como cidadão, muitos de seus vizinhos ficaram cônscios das mudanças erráticas em seu comportamento após o seu divórcio em março de 1976 e sua subsequente prisão em dezembro de 1978. Esse modo de agir incluía ouvir seu carro chegar e sair nas primeiras horas da manhã; notar luzes ligando e desligando em sua casa em horários atípicos e estar persistentemente acompanhado de jovens rapazes. Uma vizinha recordaria que, por muitos anos, ela e seu filho seriam acordados repetidamente pelos sons de berros abafados, choro e gritaria nas primeiras horas da manhã, os quais ela e seu filho identificaria como oriundos da casa adjacente a deles na Summerdale Avenue.

## Anos de pegação: 1976–1978
A maior parte dos assassinados que Gacy perpetrou foram cometidos entre 1976 e 1978, os quais ele depois se referiu como seus anos de pegação agora que ele tinha sua casa apenas para si. Um mês após a conclusão de seu divórcio, Gacy sequestrou e assassinou um jovem de dezoito anos chamado Darrell Samson. O jovem foi visto vivo pela última vez em Chicago no 6 de abril de 1976. Cinco semanas depois, na tarde do 14 de maio, um adolescente de 15 anos chamado Randall Reffett desapareceu enquanto voltava para casa da Senn High School; o jovem foi amordaçado com um pedaço de tecido, o que o fez morrer por asfixia. Horas depois, de Reffett ter sido sequestrado, um menino de 14 anos chamado Samuel Stapleton desapareceu enquanto caminhava para sua casa vindo do apartamento de sua irmã. Ambos os jovens foram enterrados na mesma cova sob o assoalho da casa de Gacy.
No dia 3 de junho de 1976, Gacy assassinou um rapaz de 17 anos do bairro de Lakeview chamado Michael Bonnin. Ele desapareceu enquanto viajava de Chicago para a cidade de Waukegan; ele foi estrangulando com uma ligadura e enterrado no espaço sob o assoalho. Dez dias depois, um jovem de 16 anos do bairro de Uptown chamado William Carroll foi assassinado e enterrado diretamente sob a cozinha de Gacy. Carroll pode ter sido o primeiro de quatro rapazes que se sabe terem sido mortos, entre 13 de junho e 6 de agosto de 1976 e que foram enterrados em uma vala comum localizada abaixo da cozinha e lavanderia de Gacy. Os três rapazes identificados mortos entre 13 de junho e 6 de agosto tinham idade entre 16 e 17 anos, enquanto que o único jovem não identificado que se sabe ter sido morto entre essas datas é um homem entre 23 e 30 anos, de cabelos castanhos médios, e tinha entre 1,50 e 1,60 m de altura. Esse homem tinha os dois incisivos superiores ausentes no momento do seu desaparecimento, o que levou os investigadores a acreditarem que essa vítima provavelmente usava uma prótese dentária. Ele foi enterrado diretamente abaixo do corpo de um jovem de 16 anos de Minnesota chamado James Haakenson, cuja última coisa que se sabe dele é um telefonema para sua família no 5 de agosto; seu cadáver foi enterrado diretamente abaixo do corpo de um jovem de 17 anos de Besenville chamado Rick Johnston o qual, por sua vez, foi visto vivo pela última vez em 6 de agosto.
No dia 26 de julho de 1976, Gacy empregou David Cram, de 18 anos. No 21 de agosto, Cram mudou-se para sua casa. No dia seguinte, Gacy ludibriou Cram a por algemas enquanto o jovem estava ébrio. Gacy girou Cram enquanto segurava a corrente das algemas e disse que ele tencionava estuprá-lo. Cram, que tinha passado um ano no exército,  chutou Gacy no rosto, depois conseguiu libertar-se das algemas enquanto Gacy jazia caído. Um mês depois, Gacy apareceu na porta do quarto de Cram com a intenção de estuprá-lo e disse-lhe: "Dave, você realmente não sabe quem eu sou. Talvez fosse bom você me dar o que eu quero". Cram resistiu ao ataques e Gacy deixou seu quarto. Depois desse incidente, mudou-se da casa de Gacy e, depois, deixou a PDM Contractor, embora periodicamente trabalhasse para a Gacy nos dois anos seguintes. Logo depois de Cram ter deixado a casa de Gacy, outro empregado da PDM, Michael Rossi de 18 anos, mudou-se para a casa de Gacy.
Estima-se que mais dois rapazes não identificados foram assassinados entre agosto e outubro de 1976. Uma dessas vítimas foi enterrada diretamente sobre o corpo de William Carroll, o qual havia sido abatido em 13 de junho, ainda mais alto na cova que o corpo de Rick Johnston que foi visto pela última vez em 6 de agosto. Esse corpo não identificado é de um rapaz entre 15 e 24 anos de cabelos castanhos claros. Os padrões seguintes de sepultamento das vítimas dentro do espaço sob o assoalho, somado ao dado circunstancial que Cram não tinha vivido com Gacy até 21 de agosto, deixa como possível que entre 6 a 20 de agosto de 1976 sejam as datas em que esse rapaz tenha sido morto. O segundo rapaz não identificado provavelmente foi executado entre agosto e outubro de 1976; tratava-se de um jovem entre 18 e 22 anos, de cabelos castanhos escuros ondulados e que estava a sofrer com um dente infeccionado no momento de sua morte. Este rapaz foi sepultado no canto nordeste do espaço sob o assoalho. Recordações subsequentes de um funcionário da PDM Contrators de uma vala que Gacy havia ordenado a ele cavar no dia 5 de outubro de 1976 ou um dia antes como sendo o lugar onde essa vítima tenha sido enterrada, sugere uma data entre agosto e outubro de 1976 como sendo a data de seu assassinato.
No 24 de outubro de 1976, Gacy sequestrou e assassinou dois amigos adolescentes chamados Kenneth Parker e Michael Marino: ambos os jovens foram vistos pela última vez em um restaurante na Rua Clark. Os dois foram estrangulados e sepultados na mesma cova no espaço sob o assoalho. Dias depois, um empregado de 19 anos da PDM Contractors chamado William Bundy desapareceu após dizer a sua família que ele iria a uma festa. Bundy também foi estrangulado e enterrado no espaço sob o assoalho, sepultado diretamente sob o quarto principal de Gacy.
Em dezembro de 1976, um outro empregado da PDM, Gregory Godzik de 17 anos, desapareceu: ele foi visto pela última vez por sua namorada do lado de fora de casa dela depois dele trazê-la para casa após um encontro. Godzik havia trabalhado para a PDM apenas por três semanas antes de desaparecer. No período que ele havia trabalhado para Gacy, ele disse a sua família que havia cavado valas para algum tipo de ladrilho (de drenagem) no espaço sob o assoalho. Mais tarde, o carro de Godzik foi encontrado abandonado em Niles. Seus pais e sua irmã mais velha, Eugenia, contataram Gacy sobre o desaparecimento de Godzik. Gacy disse à família que Greg havia fugido de casa, tendo dito antes do seu desaparecimento que desejava  fazê-lo. Gacy também falou que recebeu uma mensagem de Godzik gravada na secretária eletrônica logo depois que ele desapareceu. Quando perguntado se ele poderia reproduzir a mensagem aos pais de Godzik, ele  disse tê-las apagado.
Um mês depois, a 20 de janeiro de 1977, John Szyc, um conhecido de 19 anos de Butkovich, Godzik e Gacy desapareceu. Szyc foi atraído à cada de Gacy sob o pretexto de vender seu Plymouth Satellite para Gacy. Ele foi enterrado no espaço sob o assoalho diretamente sobre o cadáver de Godzik. Um anel usado por Szyc com suas iniciais foi mantido em uma cômoda no quarto principal de Gacy, o qual também manteve consigo uma TV portátil Motorola em seu quarto. Depois ele vendeu o automóvel do jovem a Michael Rossi.
Entre dezembro de 1976 e março de 1977, é sabido que Gacy tenha assassinado um jovem desconhecido cuja idade era estimada ao redor dos 25 anos. Uma inscrição em um chaveiro encontrado junto aos objetos pessoais enterrados com essa vítima desconhecida sugere que seu nome tenha sido Greg ou Gregory. Seu corpo foi sepultado no espaço do assoalho sob o cadáver de John Prestidge, de 20 anos, o qual era um jovem visitando seus amigos de Chicago e que Gacy matou em 15 de março. Após o assassinato de Prestidge, acredita-se que Gacy tenha assassinado mais um jovem não identificado exumado do espaço sob o assoalho, embora a data de sua morte seja impreciso. O jovem foi enterrado paralelamente à parede do espaço sob o assoalho, diretamente abaixo da entrada de sua casa. As duas vítimas foram assassinadas no mesmo dia em maio de 1976, foram enterradas ao lado desse jovem, ainda que o padrão dos sepultamentos seguintes de três vítimas mortas em 1977 deixe uma possibilidade igual que essas vítimas em particular tenham sido mortas na primavera ou verão de 1977. Tudo o que se sabe sobre esse jovem é que ele tinha entre 17 e 21 anos e que tinha sofrido uma fratura na clavícula esquerda antes de seu desaparecimento.
Em março de 1977, Gacy foi contratado como supervisor de construção pela PE Systems, uma firma especializada nacionalmente na reforma de farmácias. Como resultado deste contrato, Gacy regularmente viajava para outros estados a fim de supervisionar contratos de construção e, posteriormente, ele afirmou que através de ambos os negócios (PDM Contractors e PE Systems, ele frequentemente trabalharia em até quatro projetos de construção, com mais de 80 prédios sendo reformados com sucesso somente em 1977. Em abril de desse ano, Michael Rossi se mudou da casa de Gacy; no mesmo mês, Gacy noivou com uma mulher a qual ele esteve namorando por três meses e sua noiva mudou-se para sua casa. Por decisão mútua, o noivado foi terminado no fim de junho e sua noiva se mudou de sua casa. No mês seguinte, Gacy matou um jovem de Crystal Lake chamado Matthey Bowman. Ele foi enterrado no espaço sob o assoalho com o torniquete usado para estrangulá-lo ainda amarrado ao seu pescoço.
Em agosto de 1977, foi descoberta uma pista sobre o desaparecimento de John Szyc: Michael Rossi, o qual havia comprado o carro de de Szyc foi preso por roubar gasolina de um posto de combustível enquanto dirigia o automóvel. O atendente anotou o número da placa e a polícia o localizou na casa de Gacy. Quando questionado, Gacy disse aos policiais que Szyc tinha vendido o carro para ele em fevereiro com a explicação de que ele precisava de dinheiro para sair da cidade. A polícia não investigou a fundo, embora eles tenham dito à mãe de Szyc que seu filho tinha vendido seu carro a Gacy.
No fim de 1977, Gacy começou a namorar Carole Hoff na esperança de uma reconciliação. Pelo final de 1977, é sabido que Gacy matou mais seis jovens rapazes entre as idades de 16 e 21 anos. A primeira dessas vítimas, Robert Gilroy de 18 anos, foi vista viva pela última vez no dia 15 de setembro. Gilroy — filho de um sargento de da polícia de Chicago — foi asfixiado e enterrado no espaço sob o assoalho. Em 12 de setembro, Gacy havia voado para Pittburgh para supervisionar um projeto de reforma e não retornou a Chicago até o dia 16 de setembro. Como se sabe que Gacy estava em outro estado quando o rapaz foi visto pela última vez, é possível que as alegações subsequentes de Gacy de  que ele não tenha agido sozinho em alguns assassinatos possam ter algum crédito. Dez dias depois da última vez que Gilroy foi avistado, o fuzileiro naval John Mowery, de 19 anos, desapareceu depois de deixar a casa de sua mãe para ir andando para seu apartamento. Mowerey foi estrangulado até a morte e enterrado no canto noroeste do espaço sob o assoalho, perpendicular ao corpo de William Bundy.
Em 17 de outubro de 1977, um jovem de 21 anos de Minnesota chamado Russell Nelson desapareceu: ele foi visto pela última vez do lado de fora de um bar em Chicago. Nelson  morreu por asfixia e também foi enterrado no espaço sob o assoalho. Menos de quatro semanas depois, um menino de 16 anos de Kalamazoo chamado Robert Winch foi assassinado e enterrado no espaço sob o assoalho e, em 18 de novembro de 1977, o pai de uma criança chamado Tommy Boiling, de 20 anos, desapareceu depois de deixar um bar em Chicago. Ambos Winch e Boling foram estrangulados até a morte e sepultados no espaço  do assoalho sob o corredor.
Três semanas depois do assassinado de Tommy Boling, em 9 de dezembro de 1977,  um fuzileiro naval de 19 anos chamado David Talsma despareceu depois de dizer à sua mãe que ele iria a um show de rock em Hammond. Talsma foi estrangulado com uma ligadura e enterrado no espaço sob o assoalho.
Em 30 de dezembro de 1977, Gacy raptou o estudante Robert Donnelly de 19 anos de um ponto de ônibus sob a mira de uma arma. Gacy levou Donnelly para sua casa com ele, o estuprou, o torturou com vários itens e repetidamente afundou sua cabeça na banheira cheia de água até que ele desmaiasse para, em seguida, reanimà-lo. Donnelly depois testemunhou no julgamento que ele estava com tanta dor que pediu a Gacy para matá-lo para "acabar com isso", ao que Gacy respondeu: "estou passando o tempo com isso". Depois de várias horas agredindo e torturando o jovem, Gacy levou Donnelly ao seu trabalho, retirou as algemas dos pulsos do rapaz e o libertou. Donnelly denunciou o ataque e Gacy foi interrogado sobre ele no dia 6 de janeiro de 1978. Gacy admitiu ter tido "sexo-escravo" com Donnelly, mas insistiu que tudo foi consensual. A polícia lhe deu crédito e nenhuma acusação lhe foi feita. No mês seguinte, Gacy assassinou William Kindred, de 19 anos, o qual despareceu no dia 16 de fevereiro de 1978 depois de dizer à sua noiva que ele iria passar a noite em um bar. Kindred foi a última vitima ser enterrada no espaço sob o assoalho e Gacy passou a desovar suas vítimas no rio Des Plaines.
Em março de 1978, Gacy atraiu Jeffrey Rignall, de 26 anos, ao seu carro. Depois de entrar no seu carro, o jovem foi posto inconsciente com clorofórmio e levado à casa em Summerdale onde ele foi estuprado, torturado com vários instrumentos, incluindo velas acesas e chicotes e repetidamente posto inconsciente com clorofórmio. Rignall foi levado a Lincoln Park, em Chicago, onde ele foi jogado inconsciente, mas vivo. Eventuamente ele conseguiu ir cambaleando para o apartamento de sua namorada. A Rignall foi dito depois que o clorofórmio causou danos permanentes ao seu fígado. A polícia foi informada sobre o ataque novamente mas não o investigou. Rignall foi capaz de recordar, através da tonteira causada pelo clorofórmio, a Via Expressa Kennedye ruas secundárias em particular. Ele estacou na saída da Via Expressa onde ele sabia que tinha sido levado até que — em abril — ele viu o Oldsmobile preto de Gacy, o qual Rignall seguiu até a West Summerdale, 8213. A Polícia emitiu um mandado de prisão e Gacy foi preso no 15 de julho. Ele estava enfrentando um julgamento eminente por uma acusação por lesão corporal no incidente de Rignall quando ele foi preso em dezembro pelos assassinatos.

### Rio Des Plaines: assassinatos finais
Gacy depois confessou à polícia que ele tinha inicialmente considerado estocar cadáveres no seu sótão, mas ficou preocupado acerca das complicações que surgiriam pelo "excessivo vazamento". Por isso, ele escolheu desovar suas vítimas na ponte da rodovia interestadual I-55 no Rio Des Plaines. Gacy alegou que jogou cinco cadáveres  da ponte na rodovia I-55 no rio Des Plaines em 1978, um dos quais ele acredita ter caído sobre uma barcaça que passava, embora apenas quatro desses corpos tenham sido encontrados.
A primeira vítima conhecida a ser jogada pela ponte na I-55 no Rio Des Plaines, Timothy O'Rourke, de 20 anos, foi morto no meado de junho depois de deixar seu apartamento na Rua Dover, tendo dito ao seu co-habitante que iria comprar cigarros; seu corpo foi encontrado 10 km a jusante no dia 30 de junho. No dia 4 de novembro, Gacy matou Frank Landingin, um jovem de 19 anos. Seu cadáver foi encontrado no Rio Des Plaines a 12 de novembro. Menos de três semanas depois, no dia  24 de novembro, um jovem de 20 anos de Elmwood Park chamado James Mazzara desapareceu depois de compartilhar o jantar de Ação de Graças com sua família; seu corpo foi encontrado em 28 de dezembro. A causa da morte no caso de Landingin foi certificada como asfixia através da própria roupa íntima do rapaz ter sido posta na sua garganta, obstruindo a passagem de ar ao mesmo tempo que fez ele sufocar com o seu próprio vômito. Mazzara foi estrangulado com uma ligadura.

## Investigação
Na tarde de 11 de dezembro de 1978, Gacy foi até uma farmácia em Des Plaines para discutir um potencial contrato de reforma com o dono da loja, Phil Torf. Enquanto Gacy estava ao alcance da voz de um funcionário de meio período de quinze anos chamado Robert Jerome Piest, ele mencionou que sua firma contratava rapazes adolescentes com um salário inicial de cinco dólares a hora (equivalente a 19,64 dólares em 2019 [17,49 € ou R$75,06]), quase o dobro do pagamento que ele ganhava na farmácia.

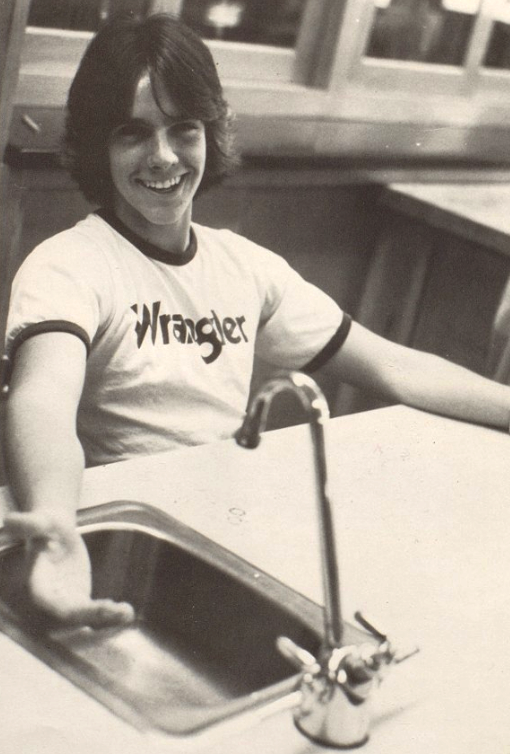
Robert Piest, de 15 anos, assassinado em 11 de dezembro de 1978. O rapto de Piest e sua morte levariam à prisão de Gacy e à descoberta dos cadáveres em sua casa

Depois de Gacy deixar a loja, Piest disse a sua mãe que "certo empreiteiro quer falar comigo sobre uma emprego". Piest deixou a loja prometendo voltar rapidamente. Quando Piest falhou em retornar, sua família fez uma denúncia de pessoa desaparecido sobre seu filho à polícia de Des Plaines. O proprietário da farmácia disse que Gacy era o empreiteiro que Piest provavelmente foi conversar sobre um emprego ao deixar a loja.
Gacy negou ter falado com Piest quando a polícia de Des Plaines visitou a sua casa na noite seguinte, indicando que tinha visto dois jovens trabalhando na farmácia e que pergunto se um deles, o qual ele acreditava ser Piest, se havia materiais para reforma presentes nos fundos da loja. Ele foi duro, entretanto, ao dizer que ele não ofereceu emprego a Piest e prometeu ir à delegacia mais tarde naquela noite para confirmar o que disse uma numa declaração, indicando que ele seria incapaz de fazê-lo naquele momento porque seu tinha acabado de morrer. Às 3h20min da madrugada, Gacy coberto de lama, chegou à delegacia alegando que estivera envolvido em uma acidente de carro.
Na delegacia, Gacy negou qualquer envolvimento no desaparecimento de Robert Piest e reafirmou que ele não havia oferecido um emprego ao rapaz. Quando perguntando sobre por que ele havia retornado à farmácia às 20h de 11 de dezembro, Gacy alegou que o fizera por conta de um telefone de Phill Torf informando-o que tinha deixado seu livro de anotações na loja. Os detetives já haviam conversado com Torf, que havia declarado não ter feito tal ligação. A pedido dos investigadores, Gacy preparou uma declaração por escrito detalhando seus movimentos no dia 11 de dezembro.
A polícia de Des Plaines estava convencida que Gacy estava por trás do desaparecimento de Piest e investigou os registros de Gacy, descobrindo que ele tinha uma acusação por lesão corporal contra ele pendente em Chicago e que cumpriria pena de prisão em Iowa por sodomizar um garoto de quinze anos. Uma busca na casa de Gacy foi ordenada por um juiz a pedido dos detetives e encontrou vários itens suspeitos: um anel da turma de 1975 da escola secundária Maine West com as iniciais J. A. S., várias carteiras de habilitação, uma ripa de madeira com buracos feitos em suas extremidades, livros sobre homossexualidade e pederastia, uma seringa, roupas masculinas muito pequenas para Gacy, uma pistola Brevettata calibre 6 mm e um recibo da farmácia onde Robert Piest trabalhava. A polícia resolveu confiscar o Oldsmobile de Gacy, além de outros veículos da PDM e designou duas equipes de vigilância para seguir Gacy, enquanto eles continuaram sua investigação acerca do desparecimento de Piest.
No dia seguinte, os investigadores receberam um telefonema de Michael Rossi, o qual informou aos policiais sobre o desparecimento de Gregory Godzik e o sobre o fato de outro empregado da PDM, Charles Hattula, ter sido encontrado em um rio de Illinois no ano anterior.
Em 15 de dezembro, investigadores de Des Plaines obtiveram mais detalhes sobre a acusação de lesão corporal, descobrindo que o denunciante, Jeffrey Rignall, tinha reportado que Gacy tinha o atraído par o seu carro, o cloformizado, estuprado e o largou, com severas queimaduras no tórax, rosto e sangramento retal em Lincoln Park na manhã seguinte. Em uma oitiva com a ex-esposa de Gacy, no mesmo dia, eles souberam do desaparecimento de John Butkovich. No mesmo dia, o anel da escola secundária de Maine West foi relacionado a John Alan Szyc. Em uma inquirição com a mãe de Szyc, no mesmo dia, ela disse aos oficiais sobre o desaparecimento de seu filho em janeiro de 1977 e que vários itens do seu apartamento também estavam faltando, incluindo um aparelho de TV Motorola. Ela ainda disse que os investigadores a informaram no mês seguinte ao desaparecimento que seu filho havia vendido Plymouth Satellite para um John Gacy.  Os policiais notaram que um dos empregados de Gacy, Michael Rossi, dirigia um carro similar ao de Szyc: uma checagem no registro do veículo atestou que o carro usado por Rossi havia pertencido a Szyc.
A 16 de dezembro, Gacy estava se tornar afável com os agentes que o vigiava, regularmente os convidando para refeições em vários restaurantes e, ocasionalmente, para bebidas em bares ou dentro de sua casa. Ele repetidamente negou qualquer envolvimento como o desaparecimento de Piest e acusou os policiais de assediá-lo por conta de suas ligações políticas e, também, por conta do seu uso de drogas recreativas. Cônscio que esses agentes não o prenderia por algo trivial, ele abertamente zombou deles ao desrespeitar leis de trânsito e conseguiu despistá-los em mais de uma vez.
No 17 de dezembro, os investigadores conduziram um interrogatório formal com Michael Rossi, o qual disse que Gacy o vendeu o carro de Szyc com a justificativa de que ele havia comprado o veículo porque Szyc precisava de dinheiro para se mudar para a Califórnia. Uma investigação adicional do Oldsmobile de Gacy foi feita nesse dia. Ao examinar o porta-malas do veículo, os agentes descobriram um pequeno grupo de fibras que podia ter sido cabelo humano, Essas fibras foram enviadas para uma análise mais profunda. Naquela noite, os policiais realizaram um teste com três cães pastor alemão treinados para busca a fim de determinar se Piest esteve presente em algum dos carros de Gacy. Aos cães foi permitido examinar cada um dos carros de Gacy e, uma vez que um cão se aproximou do Oldsmobile de Gacy e se deitou no assento do passageiro no que o cuidador do cão informou aos investigadores que era uma "reação à morte", indicando que o corpo de Robert Piest tinha estado presente naquele automóvel.
Naquela noite, Gacy convidou dois dos agentes de vigilância a uma restaurante. Nas primeiras horas de 18 de dezembro, ele convidou os mesmos detetives a outro restaurante onde, durante café da manhã, ele falou sobre seus negócios, seus casamentos e suas atividades como um palhaço profissional. A certo ponto da conversa, Gacy comentou com dos policiais que o vigiava: "você sabe... palhaços podem se safar de um assassinato".

### Processo civil
A 18 de dezembro, Gacy havia começado a mostrar sinais visíveis de estresse como resultado da vigilância constante: ele estava com a barba por fazer, parecia cansado, ansioso e estava a beber deveras. Naquela tarde, ele foi até o escritório de seus advogados para preparar uma ação civil de 750 mil dólares (2,945 milhões de dólares em 2019) contra a polícia de Des Plaines a demandar que ela cessa com a vigilância. No mesmo dia, o número do recibo da Farmácia Nisson encontrado na cozinha de Gacy foi ligado a Kim Byers, de 17 anos, uma colega de trabalho de Piest, o qual admitiu, quando contatado pessoalmente no dia seguinte, que ela tinha usado o avental e pôs o recibo no bolso pouco antes dela entregar o avental a Piest assim que ele deixou a loja para falar com o empreiteiro. Essa revelação contradizia as alegações anteriores de Gacy de que ele não tinha tido contato com Robert Piest na noite de 11 de dezembro: a presença do recibo indicava que Gacy teria que ter tido contato com Piest depois que o jovem deixou a Farmácia Nisson naquele 11 de dezembro.
Na mesma noite, Michael Rossi foi interrogado por uma segunda vez: desta feita, Rossai foi mais cooperativo, informando aos detetives que, no verão de 1977, Gacy o mandou espalhar dez sacos de cal no espaço sob o soalho de sua casa.
A 19 de dezembro, os investigadores começaram a compilar provas de modo a obter um segundo mandado de busca e apreensão na casa de Gacy. No mesmo dia, os advogados de Gacy entraram com uma ação civil conta a polícia de Des Plaines. A audiência do processo foi agendada para o 22 de dezembro. Naquela tarde, Gacy convidou dois dos agentes de vigilância à sua casa. Nessa oportunidade, enquanto um dos policiais distraía Gacy com uma conversa, o outro entrou no quarto de Gacy numa tentativa mal sucedida de anotar o número de série do aparelho de TV Motorola os qual eles suspeitavam ter pertencido a John Szyc. Enquanto deu a descarga no vaso sanitário no banheiro de Gacy, um dos agentes notou um odor suspeito que poderia emanar de cadáveres em decomposição a partir de um duto de aquecimento; os policiais que anteriormente fizeram busca na casa de Gacy não notaram tal odor por conta da casa, naquela ocasião, não estar aquecida.
Tanto David Cram quando Michael Rossi foram interrogados pelos investigadores no 20 de dezembro. Rossi concordou em ser inquirido em relação às suas possíveis ligações com John Szyc, bem como sobre o desaparecimento de Robert Piest. Quando questionado pelo detetive Joseph Kozenczak acerca de onde ele acreditava que Gacy tenha desovado o cadáver de Piest, Rossi respondeu: "No espaço sob o soalho; ele poderia tê-lo posto no espaço sob o soalho". Um teste de polígrafo realizado com o rapaz demonstrou que suas repostas às questões eram inconclusivas; entretanto, ao concordar com um teste visual no qual um mapa do Condado de Cook foi dividido em 12 seções numeradas de 1 a 12, com a casa de Gacy marcada ma quarta seção, Kozenczak notou uma resposta extrema na pressão sanguínea quando  questionado: "O corpo Robert Piest foi enterrando no número quatro?". Ao ouvir tal pergunta, Rossi recusou-se a continuar o questionamento com o polígrafo, embora ele tenha discutido mais sobre ter cavado valas no espaço sob o soalho e observou a insistência de Gacy para cavar exatamente onde ele o havia instruído.
O próprio Cram disse aos agentes sobre as tentativas de Gacy de estuprá-lo em 1976 e afirmou que depois que ele e Gacy retornaram à sua casa depois da busca no 13 de dezembro, que Gacy empalideceu ao notar uma mancha de lama no seu carpete a qual ele suspeitava que tinha vindo do espaço sob o soalho. Cram então alegou que Gacy pegou uma lanterna e imediatamente entrou no espaço sob o soalho para procurar por evidências de escavação. Quando perguntado se ele tinha estado no espaço sob o assoalho, Cram respondeu que Gacy havia pedido para espalhar cal ali e, também, que tinha cavado valas a pedido de Gacy sob o pretexto de que elas eram para encanamento. Cram disse que essas valas tinham 61 cm de largura, 180 cm de comprimento e 61 cm de profundidade, ou seja, tinham o tamanho de covas.

### Confissão verbal
Na noite de 20 de dezembro, Gacy foi até o escritório de seus advogados em Park Ridge para participar de uma reunião pré-agendada a qual havia sido planejada de antemão com vistas a discutir o progresso de sua ação civil. Depois de chegar, Gacy apareceu desgrenhado e imediatamente pediu uma bebida e, então, Sam Almirante trouxe uma garrada de uísque de seu carro. Aós a sua volta, Almirante perguntou a Gacy o que ele havia de discutir com eles. Gacy pegou uma cópia do Daily Herald da mesa de Almirante; ele apontou para um artigo sobre o desaparecimento de Robert Piest e disse aos seus advogados: "Esse menino está morto. Ele está em um rio."
Durante as horas seguintes, Gacy deu uma confusa confissão que durou até as primeiras horas da manhã seguinte. Ele começou a dizer para Almirante e Stevens, que ele tinha "sido o juiz... júri e executor de muitas, muitas pessoas", a maioria das quais ele disse estar enterradas no espaço sob o soalho e outros no rio Des Plaines. Algumas vítimas ele se referiu pelo nome; grande parte ele considerava prostitutos, michês, mentirosos aos quais ele daria o "truque da corda". Em outras oportunidades, ele disse que acordaria para encontrar "meninos estrangulados e mortos" no chão, com as mãos algemadas às costas. Sobre Robert Piest, Gacy disse que ao por o torniquete no seu pescoço, Piest estava "a chorar com medo". Por estar ébrio, Gacy adormeceu no meio de sua confissão e Almirante marcou uma consulta psiquiátrica para ele às 9h da manhã seguinte. Ao acordar horas depois, Gacy simplesmente sacudiu a cabeça quando Almirante disse que ele havia confessado ter assassinado, mais cedo, cerca de 30 pessoas dizendo: "Bem eu não posso pensar sobre isso agora. Tenho coisas para fazer". Ignorando o conselho de seus advogados acerca da consulta agendada, Gacy deixou o escritório para cuidar de seus negócios.
Mais tarde Gacy recordou de suas memórias do seu último dia de liberdade estavam embaçadas, acrescentando que sua prisão era inevitável e que, em suas últimas horas de liberdade, pretendia visitar seus amigos e fazer suas últimas despedidas. Ao deixar o escritório de seus advogados, Gacy foi até um posto de combustível Shell no qual, ao abastecer o carro que alugara, ele entregou um pequeno pacote de maconha ao atendente, um jovem chamado Lance Jacobson. Este, imediatamente entregou o pacote aos agentes de vigilância, adicionando que Gacy havia dito: "O fim está a chegar (para mim). Esses caras vão me matar". Gacy então foi para casa de um colega empreiteiro, Ronald Rhode. Na sala de estar de Rhode, Gacy abraçou Rhode antes de desatar em lágrimas e dizer: "Assassinei trinta pessoas, mais ou menos". Gacy então deixou a casa de Rhode para encontrar com Michael Rossi e David Cram. Enquanto ele dirigia pela via expressa, os agentes de vigilância notaram que ele estava a segurar um rosário contra o seu queixo enquanto rezava ao dirigir.
Após conversa com Rossi e Cram em sua casa, Gacy mandou Cram levá-lo à uma reunião agendada com Leroy Stevens. Enquanto ele falava com seu advogado, Cram disse aos agentes que Gacy havia dito para si e Rossi que na noite anterior ele tinha confessado aos seus advogados a sua culpa acerca de mais de trinta assassinatos. Ao concluir a reunião com seu advogado, Gacy mandou Cram levá-lo até o Cemitério Maryhill, onde seu pai estava sepultado.
Conforme Gacy ia para vários lugares naquela manhã, a polícia esboçou o segundo mandado de busca e apreensão. O objetivo deste era especificamente buscar o cadáver de Robert Piest no espaço sob o soalho. Ao ouvir os reportes dos agentes de vigilância de que, a luz do comportamento errático de Gacy, ele estaria prestes a cometer suicídio, a polícia decidiu prendê-lo sob a acusação da posse e distribuição de maconha a fim de tê-lo sob custódia enquanto o segundo mandado de busca e apreensão fosse apresentado. Às 16h40min da tarde de 21 de dezembro, na véspera do processo civil de Gacy, o segundo mandado foi concedido pelo juiz Marvin J. Peters.
Munidos de um mandado de busca e apreensão legítimo, a polícia e os peritos criminais rapidamente se dirigiram à casa de Gacy. Ao chegarem, os agentes descobriram que Gacy havia desligado a bomba de água do porão e o espaço sob o soalho estava alagado; para retirar a água eles simplesmente religaram a bomba e esperaram a água ser drenada. Depois disso, um perito criminal chamado Daniel Genty entrou em espaço de 8,5 m por 11,6 metros sob o assoalho, rastejou para área sudoeste e se pôs a cavar. Em minutos, ele havia descoberto carne em decomposição e ossos de um braço humano. Genty imediatamente gritou aos investigadores que eles poderiam acusar Gacy por assassinato. Genty ainda disse: "Esse lugar está cheio de crianças".

## Prisão e confissão
Depois ter sabido que a polícia encontrou restos humanos no espaço sob o assoalho de sua casa e de que ele agora enfrentaria acusações de assassinato, Gacy disse aos policiais que queria "ar fresco", acrescentando que ele sabia que sua prisão era inevitável desde que ele havia passado a noite anterior no sofá do escritório de seus advogados.
Nas primeiras horas do 22 de dezembro de 1978, John Wayne Gacy confessou à polícia que, desde 1972, ele cometera de 25 a 30 assassinatos, dos quais ele, falsamente, alegou que eram adolescentes que fugiram de casa ou prostitutos, os quais ele usualmente raptaria do terminal de ônibus Greyhound de Chicago, da Praça Bughouse ou simplesmente das ruas. A vítimas eram frequentemente trazidas à força ou enganadas por Gacy — o qual comumente trazia consigo um distintivo policial e holofotes em seu automóvel Oldsmobile preto — fazendo-as acreditar que ele era um policial. Outros eram atraídos à sua casa com promessa de um emprego em sua empresa de construção ou com uma oferta de sexo por dinheiro.
Uma vez na casa de Gacy, as vítimas seriam algemadas ou de outra forma amarradas, depois estupradas e torturadas. Para abafar os gritos de suas presas, Gacy usualmente colocaria pedaços de pano ou itens das roupas delas em suas bocas. Algumas vítimas foram parcialmente afogadas em sua banheira antes de serem reanimadas, permitindo que Gacy continuasse seu ataque de forma prolongada. Muitas delas foram estranguladas com um torniquete, o qual Gacy se referia como seu "truque da corda"; eventualmente vítima convulsionava por uma ou duas horas após o truque da corda antes de fenecer. Com apenas duas exceções, todas as suas vítimas morreram entre as 3h e 6h da manhã. Quando perguntado de onde ele tiro a inspiração para usar o caibro encontrado em sua casa no qual ele tinha algemado muitas de suas vítimas, Gacy alegou que se inspirou em tê-lo depois de ler sobre os assassinatos em assa de Houston.

Suas presas eram atraídas sozinhas à sua casa, embora aproximadamente em três oportunidades, Gacy aquilo que ele chamava de "duplos" — oportunidades nas quais ele assassinava duas vítimas na mesma noite. Depois de mortas, as vítimas seriam mantidas até por 24 horas embaixo de sua campa antes de serem enterradas no espaço sob o soalho, embora os corpos de algumas delas fossem levadas à sua garagem e embalsamadas antes de serem enterradas.

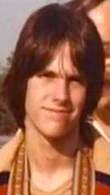
Robert Piest, assassinado por Gacy na noite de 11 de dezembro de 1978, aos 15 anos para, logo depois, ter seu corpo jogado ao Rio Des Plaines

A maior parte das vítimas fora enterrada no espaço sob o soalho, onde ele periodicamente jogaria cal para apressar a decomposição dos cadáveres. Em janeiro de 1979 ele tinha planejado esconder ainda mais os corpos ao cobrir todo os espaço sob o soalho com concreto. Gacy alegou que ele havia perdido o número de vítimas enterradas naquele espaço e que havia, inicialmente, considerado estocar os corpos no seu sótão antes de optar por descartar seus cadáveres na ponte sobre o Rio Des Plaines, na rodovia I-55. Assim, as cinco vítimas finais, todas assassinadas em 1978, foram desovadas dessa maneira dado que que os espaço sob o soalho estava lotado.
Quando interrogado especificamente sobre Robert Piest, Gacy confessou tê-lo estrangulado em sua casa na noite de 11 de dezembro depois de o atrair para lá, adicionando que ele tinha sido interrompido por uma chamada telefônica de um colega de trabalho enquanto cometia o crime; ele também admitiu ter dormido ao lado do cadáver do jovem Piest naquela noite antes de desovar seu corpo no Rio Des Plaines mais tarde, na mesma noite. A razão pela pela qual ele chegou à delegacia de polícia de Des Plaines todo sujo e maltrapilho nas primeiras horas do 13 de dezembro foi por ter tido um pequeno acidente de trânsito depois de desovar o corpo do jovem Piest a caminho de sua reunião com os policias de Des Plaines. Neste acidente, seu carro havia derrapado na estrada congelada e ele, sem sucesso, tentou livrar do veículo antes que ele tivesse que ser rebocado. Ele, Gacy, também confessou que havia enterrado o corpo de John Butkovich em sua garagem. Para assistir os policiais na busca pelas vítimas enterradas em sua casa, Gacy desenhou um esboço de seu portão em uma folha de modo a mostrar onde os cadáveres estavam enterrados.

### Busca pelas vítimas
Acompanhando pela polícia, Gacy retornou à sua casa em 22 de dezembro e mostrou aos policiais a localização, em sua garagem, onde ele havia enterrado o corpo de Butkovich. A Polícia então foi até local na ponde da rodovia I-55 da qual ele havia desovado o cadáver de Piest e outras quatro vítimas. Apenas quatro dos cinco corpos que Gacy jogou ali foram encontrados do Rio Des Plaines.
Entre o 22 e 29 de dezembro de dezembro de 1978, 27 corpos foram recuperados da casa de Gacy; 26 dos quais foram sepultados no espaço sob o soalho, com uma vítima a mais, John Butkovich, sendo encontrada abaixo do piso de concreto de sua garagem, precisamente onde Gacy marcou a cova do jovem com uma lata de tinta spray. Depois de um adiamento temporário das escavações em janeiro de 1979 imposta por uma forte nevasca em Chicago, as escavações recomeçaram em março, apesar da insistência de Gacy aos investigadores de que todos os corpos enterrados em sua casa haviam sido encontrados.
Em nove de março, o cadáver da vigésima oitava vítima foi encontrada enterrada numa cova próxima da churrasqueira no quintal da casa de Gacy: ela foi encontrada envolvida em vários sacos plásticos e tinha um anel de prata no dedo anelar da mão esquerda, indicando que possivelmente era casado. Uma semana depois, a 16 de março, os restos mortais de outra vítima foram encontrados abaixo das vigas de madeira da sala de jantar, aumentando o número total de cadáveres exumados na Avenida West Summerdale, 8213, a 29. Em abril de 1979 a casa desocupada de Gacy foi demolida.
Três outros corpos, os quais foram encontrados nas proximidades do Rio Des Plaines entre junho e dezembro de 1978, também foram confirmados como vítimas de Gacy.
Vários cadáveres encontrados na casa de Gacy foram encontrados com sacos plásticos sobre suas cabeças ou tórax. Além disso, vários corpos foram encontrados com ligadura usada para estrangulá-los ainda amarrados ao seus pescoços. Em outros casos, foram encontrados pedaços de pano inseridos profundamente na garganta das vítimas, levando o médico chefe do Condado de Cook a concluir que 12 das vítimas enterradas na casa de Gacy não morreram por estrangulamento, mas por asfixia. Em alguns casos os cadáveres foram encontrados com corpos estranhos em si, tais com objetos inseridos na região pélvica, em uma posição que indicava que foram introduzidos pelo ânus das vítimas. Todas as vítimas encontradas na Avenida Summerdale, número 8213, estavam em avançado estado de decomposição; assim, o médico legista dependeria principalmente dos registros dentários para auxiliar a identificação dos restos mortais.
Duas vítimas foram identificadas por terem ligação com Gacy através da PDM Contractors. A maioria das identificações foi facilitada com a ajuda de chapas de raio-x. O reconhecimento dos corpos também foi facilitado por objetos pessoais encontrados na Summerdale 8213: uma vítima, David Talsma, de 19 anos, foi identificado via comparação de registros radiológicos de uma fratura curada da escápula esquerda, a qual correspondia à marca evidente no esqueleto 17 recuperado do espaço sob o soalho da casa de Gacy; outro jovem, Timothy O'Rourke, foi ouvido pela última vez mencionando que um empreiteiro lhe tinha oferecido um emprego. Das vítimas mais identificadas, as mais jovens eram Samuel Dodd Stapleton e Michael Marino, ambos com 14 anos; o mais velho, com 21 anos, foi Russel Nelson. Seis das vítimas jamais foram identificadas.
A 9 de abril de 1979, um corpo descomposto foi descoberto preso a raízes expostas às margens do rio Des Plaines, no condado de Grundy. O cadáver foi identificado por meio de registros dentários como sendo o de Robert Piest. A autópsia revelou que três chumaços de um material semelhante a papel haviam sido postos em sua garganta enquanto ele estava vivo, fazendo com ele morresse por asfixia.

## Julgamento
Em 6 de fevereiro de 1980 começou em Chicago o julgamento. Gacy foi acusado de 33 assassinatos. Ele foi julgado no Condado de Cook, Illinois pelo juiz Louis Garippo; o júri foi selecionando na cidade de Rockford por conta da grande cobertura de imprensa no Condado de Cook.
A pedido da defesa, Gacy passou mais de trezentas horas com os médicos do Centro Correcional de Menard no ano anterior ao julgamento. Ele passou por uma série de testes psicológicos ante a uma junta de psiquiatras a fim de determinar se ele era mentalmente competente para ser submetido a julgamento.
Gacy tentou convencer os médicos de que ele sofria com transtorno de múltipla personalidade. Seus advogados optaram por alegar que ele não era culpado por insanidade mental e trouxeram vários psiquiatras que haviam examinado Gacy no ano anterior para testemunhar ao seu favor. Três dos médicos que examinaram Gacy a pedido da defesa afirmaram que ele sofria esquizofrenia paranoide e transtorno de personalidade múltipla.
Os promotores apresentaram um caso indicava que Gacy estava são e totalmente no controle de suas ações. Para apoiar sua posição, eles trouxeram várias testemunhas para demonstrar a premeditação das ações de Gacy e os esforços que ele empreendeu para passar desapercebido. Tais médicos refutaram as alegações dos médicos da defesa de que Gacy tinha transtorno de personalidade múltipla e insanidade.
Se Gacy fosse declarado insano pelo júri, seria internado em um hospital psiquiátrico e tratado, podendo até ser solto caso se curasse de suas doenças mentais. Se fosse declarado são, poderia pegar a pena de morte. O promotor Bob Egan e o advogado de defesa Robert Motta discutiam constantemente sobre o real estado mental de Gacy durante os crimes. A primeira testemunha chamada pela promotoria foi Marko Butkovich, pai de John Butkovich. A maioria das testemunhas que depuseram contra Gacy foram os familiares e amigos das vítimas.
Empregados de Gacy também depuseram no julgamento. Em seus depoimentos eles enfatizaram as constantes mudanças de humor do patrão e suas inconvenientes brincadeiras. Duas testemunhas das, eram funcionários da PDM, confessaram que Gacy os fez cavar valas no espaço sob o soalho de sua casa. Um desses empregados, David Cram, testemunhou que, em agosto de 1977, Gacy marcou um lugar no espaço sob o soalho com paus e disse a ele para cavar uma vala de drenagem.
Imediatamente depois de Cram terminar o seu testemunho, Michael Rossi testemunhou para a promotoria. Quando perguntado sobre onde ele teria cavado no espaço sob o soalho, Rossi virou-se para um diagrama da Gacy mostrado no tribunal. Esse diagrama mostrava onde os corpos foram encontrados no espaço sob o soalho e nas demais partes da casa. Rossi apontou para a localização dos restos mortais de uma vítima não identificada conhecida como 'corpo 13'. Rossi disse que ele não tinha cavado nenhuma outra vala, mas — e pedido de Gacy — ele supervisionou outros empregados cavando valas no espaço sob o soalho.
Rossi e Cram também testemunharam que Gacy periodicamente observaria o espaço sob o soalho para assegurar que eles e outros empregados encarregados de cavar no espaço sob o soalho não se desviassem do locais que ele havia precisamente marcado. Gacy havia testemunhado, depois de sua prisão, que ele cavou apenas cinco das covas de suas vítimas e que fez seus empregados cavarem as demais de modo que ele "tivesse covas disponíveis".
A 18 de fevereiro, o Dr. Robert Stein, o médico designado pelo Condado de Cook para supervisionar a exumação dos corpos das vítimas encontradas na casa de Gacy, testemunhou como ele e seus colegas conduziram a retirada dos restos mortais. Stein disse que a escavação foi conduzida de forma "arqueológica", acrescentando que todos os corpos descobertos eram restos "marcadamente putrefatos, decompostos e esqueléticos". Em relação à causa da morte de cada vítima as quais ele realizou a autópsia, Stein concluiu que treze das vítimas tinham sido mortas por asfixia; seis haviam morrido por estrangulamento com uma ligadura e uma vítima morreu múltiplas facadas no tórax. Stein testemunhou que a causa da morte em dez casos não poderia ser determinada, ainda que todos fossem considerados homicídios.
Após o interrogatório, a equipe de defesa de Gacy tentou levantar a possibilidade de que todos os 33 assassinatos foram mortes por asfixia erótica acidental: Dr. Stein rebateu tal afirmação ao dizer que essa alegação era altamente improvável.
Três dias depois do depoimento do médico Robert Stein, Jeffrey Rignall falou em nome da defesa, contando os abusos e torturas que ele passou pelas mãos de Gacy em março de 1978. Ele repetidamente chorou ao relatar os maus tratos a que fora submetido. Em reposta ao questionamento sobre se Gacy fruía da criminalidade de seus ações, Rignall disse acreditar que Gacy era incapaz de conformar suas ações dentro lei por conta da "forma bestial e animalesca que ele me atacou". Ao o interrogatório específico relacionando à tortura que ele havia sofrido, Rignall vomitou antes de ser dispensado de outro testemunho.
Em 29 de fevereiro, um dos jovens que Gacy abusou sexualmente em 1967, Donald Voorhees, testemunhou o sofrimento que passou nas mãos de Gacy e, também, que Gacy depois pagou a outro jovem para espancá-lo e jogar spray de pimenta em seu rosto de modo a ele não testemunhar contra Gacy. O jovem se sentiu incapaz de testemunhar, mas tentou fazer uma rápida tentativa, antes de pedirem que desistisse.
Robert Donnelly testemunhou uma semana depois de Voorhees, contando o sofrimento que passara nas mãos de Gacy em dezembro de 1977. Donnelly estava visivelmente angustiado ao recordar o abuso que passou e ficou próximo de desabar em várias ocasiões. Enquanto Donnelly testemunhava, Gacy riu diversas vezes dele, mas Donnelly conseguiu terminar seu testemunho. Um dos advogados da defesa de Gacy, Robert Motta, tentou desacreditar o testemunho de Donnelly, mas este não hesitou em seu testemunho sobre o que havia ocorrido.
Durante a quinta semana de julgamento, Gacy escreveu uma carta pessoal ao Juiz Garippo requisitando a anulação do julgamento baseado em número de alegações, incluindo a de que ele não havia aprovado o argumento de insanidade usado pelos seus advogados; que seus advogados não o permitiram testemunhar (como ele o desejara); que sua defesa não havia chamado um número suficiente de testemunhas e que a polícia estava mentindo estava a mentir sobre alegações que ele supostamente fez aos detetives depois de sua prisão e que, de toda forma, as declarações só serviriam para a promotoria. O Juiz Garippo respondeu à carta a informá-lo que, de acordo com a lei, ele estava livre para escolher se queria testemunhar e estava livre para dizer ao juiz sobre quando desejava fazê-lo.

### Alegações finais
Em onze de março as alegações finais da defesa e promotoria começaram; tal procedimento foi concluído no mesmo dia. O promotor Terry Sullivan falou primeiro, delineando a história de Gacy abusar de jovens, o testemunho de seus esforços para evitar ser detectado e descrevendo suas vítimas sobreviventes — Voorhees e Donnelly — como "mortos vivos". Referindo-se a Gacy como "o pior dos assassinos", Sullivan disse: "John Gacy foi responsável por mais devastação humana que muitas catástrofes terrenas, mas alguém deve tremer. Eu tremo quando penso sobre como ele chegou tão perto de se safar disso tudo.
Depois de quatro horas de alegações finais da acusação, o advogado Sam Almirante começou as da defesa. Almirante argumentou contra o depoimento dos médicos, repetidamente citando o testemunho dos quatro psiquiatras e psicólogos que depuseram em nome da defesa. Almirante também acusou Sullivan de se referir esparsamente às evidencias apresentadas durante o julgamento e suas próprias alegações finais, além de despertar ódio contra contra o seu cliente. O advogado de defesa tentou apresentar Gacy como um "homem dominado por compulsões as quais ele era incapaz de dominar". Para apoiar tais argumentos, o defensor fez repetidas referências aos depoimentos dos médicos que testemunharam favoravelmente à defesa, além do depoimento de testemunhas como Jeffrey Rignall e o ex-sócio de Gacy, Mickel Reed — ambos disseram acreditar que Gacy havia estado incapaz de controlar suas ações. Almirante, então, urgiu ao júri para deixar de lado qualquer preconceito contra seu cliente e requisitou que eles dessem um veredito de não culpado por alegação de insanidade mental, adicionando que o comportamento psicológico de Gacy beneficiaria a pesquisa científica e que sua mente deveria ser psicologicamente estudada.
Em um esforço final para provar que Gacy era insano, os advogados chamaram amigos e familiares de Gacy para depor. A mãe de Gacy disse que ele sofreu vários abusos de seu pai. Sua irmã disse que o pai era alcoólatra e batia em Gacy com uma cinta. Outras testemunhas enfatizaram a generosidade de Gacy, aquele que ajudava a todos com um “sorriso no rosto”. Psiquiatras levados pela defesa disseram que Gacy sofria do transtorno de personalidade limítrofe e esquizofrenia, tinha múltiplas personalidades e comportamento antissocial. Afirmaram que o seu transtorno mental o impedia de compreender a magnitude dos seus atos.
Na manhã do 12 de março, William Kunkle continuou a defender a acusação referindo-se a alegação de insanidade, perpetrada pela defesa, como uma farsa, justificando-se que as evidências do caso demonstraram a capacidade de Gacy de pensar logicamente e de controlar suas ações. Kunkle também se referiu ao testemunho de um médico que havia examinado Gacy em 1968; ele havia diagnosticado Gacy com um personalidade antissocial, capaz de cometer crimes sem sentir remorso. Kunkle disse que se as recomendações desse médico tivesse sido atendidas, Gacy não teria sido libertado. No final de sua alegação, Kunkle pegou as fotos de cada uma das 22 vítimas identificadas de quadro e pedindo ao júri não por simpatia, mas por justiça. Kunkle então pediu aos jurados para "demonstrar a mesma simpatia que esse homem mostrou quando tirou essas vidas e as pôs lá" antes de jogar a pilha de fotografias na porta do alçapão que dava para o espaço sob o soalho, o qual havia sido introduzido como prova e estava a ser mostrado na côrte. Após Kunkle terminar suas alegações, os jurados se retiraram para decidirem o veredito.

## Condenação
Os jurados deliberaram por menos de duas horas e consideraram Gacy culpado de 33 acusações de homicídio as quais ele havia sido levado a julgamento; ele também foi considerado de culpado por abuso sexual e de ter tido comportamento indecente com uma criança; ambas as condenações em referência a Robert Piest. No dia seguinte, acusação e defesa fizeram pedidos alternativos para sentença que o júri deveria decidir: a acusação pediu a pena capital para cada assassinato cometido dada a lei de Illinois da pena de morte aprovada em junho de 1977; a defesa pediu a prisão perpétua.
Os júri deliberou por mais de duas horas antes de retornar com sua decisão na fase de sentenciamento do julgamento: Gacy foi condenado à morte por 12 acusações de assassinato sobre as quais a acusação havia pedido tal pena. A data inicial de execução foi marcada para o 2 de junho de 1980.

## Corredor da morte
Ao ser sentenciado, Gacy foi transferido para o Centro Correcional de Menard em Chester, Illinois, no qual permaneceu encarcerado no corredor da morte por 14 anos.
Isolado em sua cela na prisão, Gacy começou a pintar. Os temas pintados variavam, embora muitos fossem palhaços, alguns dos quais era ele mesmo pintado como "Pogo". Muitas de suas pinturas foram exibidas em exposições; outras foram vendidas em vários leilões, com preços individuais entre 200 e 20 mil dólares. Embora Gacy tivesse permissão para ganhar dinheiro com a venda de suas pinturas até 1985, ele alegava que seu trabalho artístico objetivava "trazer alegria à vida das pessoas".
A 15 de fevereiro de 1983, Gacy foi esfaqueado no braço por Henry Brisbon, também um preso no corredor da morte conhecido como "o assassino da I-57". À época desse ataque, Gacy estava a participar de um programa de trabalho voluntário quando Brisbon correu até ele e o esfaqueou na parte superior do braço com um arame afiado. Um segundo condenado à morte ferido no ataque, William Jones, sofreu um corte superficial na cabeça. Ambos receberam tratamento para seus ferimentos no hospital da prisão.

### Apelações
Depois de seu encarceramento, Gacy leu numerosos livros de direito e apresentou volumosas moções e apelos, embora ele não tenha prevalecido em qualquer uma. Os apelos de Gacy estavam relacionados  a questões como a validade do primeiro mandado de busca concedido à polícia de Des Plaines no 13 de dezembro de 1978 e sua oposição ao pedido insanidade mental feito pelos seus advogados durante seu julgamento. Gacy também argumentou que, embora ele tivesse "algum conhecimento" sobre cinco dos assassinatos (os de McCoy, Butkovich, Godzik, Szyc e Robert Piest), os outros 28 assassinatos haviam sido cometidos por empregados de posse das chaves de sua casa enquanto ele estava em viagem de negócios.
No meado de 1984, a Suprema Corte de Illinois confirmou a condenação de Gacy e ordenou que ele fosse executado por injeção letal a 14 de novembro. Gacy interpôs recurso contra tal decisão, a qual foi negada pela Suprema Corte dos Estados Unidos no 4 de março de 1984. Ano ano seguinte, Gacy peticionou outro recurso pós-condenação, pedindo um novo julgamento. Seu então advogado, Robert Kling, argumentou que Gacy havia tido uma defesa ineficaz no julgamento de 1980. Tal petição foi indeferida a 11 de setembro de 1986.
A decisão de que ele fosse executado em 1985 foi novamente apelada por Gacy, embora sua condenação tenha sido mantida a 29 de setembro de 1988 com a Suprema Corte de Illinois agendando a data de execução em 11 de janeiro de 1989.
A apelação final de Gacy à Suprema Corte dos Estados Unidos foi rejeitada em outubro de 1993; a Suprema Corte de Illinois definiu formalmente a data de execução para o 10 de maio de 1994.

### Execução
Na manhã do 9 de maio de 1994, Gacy foi transferido do Centro Correcional de Menard para o Centro Correcional de Stateville, em Crest Hill, para ser executado. Naquela tarde foi permitido a ele ter um piquenique particular dentro da prisão com sua família. Para sua última refeição, Gacy pediu um balde de frango frito KFC, uma dúzia de camarões fritos, batatas fritas, morangos frescos e uma Coca-Cola Diet. Naquela noite ele rezou com padre antes de ser escoltado até a câmara de execução de Stateville para receber a injeção letal.
Antes de sua execução começar, os produtos químicos que seriam utilizados na execução inesperadamente se solidificaram, entupindo o cateter intravenoso IV que levaria as substâncias ao braço de Gacy, complicando a execução. Cortinas cobrindo a janela pela qual as testemunhas observaram a execução foram baixadas, e a equipe de execução substituiu o cateter entupido de modo a completar o procedimento. Após dez minutos, as cortinas foram levantadas e a execução retomada. Todo o processo durou 18 minutos. Anestesiologistas disseram que o problema foi a inexperiência dos funcionários da prisão responsáveis pela execução, dizendo que se os procedimentos corretos tivessem sido seguidos, tais complicações jamais teriam ocorrido. Tal erro provavelmente levou o estado de Illinois a adotar uma forma alternativa de injeção letal. Acerca desse tema, um dos promotores do julgamento de Gacy, William Kunkle, disse: "Ele teve uma morte muito mais fácil que qualquer uma de suas vítimas".
De acordo com os relatos publicados, Gacy foi um psicopata diagnosticado medicamente o qual jamais expressou remorso pelos seus crimes. Sua declaração final ao seu advogado antes de sua execução foi que a de que matá-lo não compensaria a perda de outras pessoas e que o estado estava a assassiná-lo. As suas últimas palavras foram "beije meu rabo".
Nas horas que antecederam a execução de Gacy uma multidão estimada em mais de mil pessoas se reuniu do lado de fora da prisão; a maioria dos quais era claramente favorável à execução, apesar de muitos dos manifestantes contra a pena de morte também estarem presentes. Alguns dos favoráveis à pena de morte vestiam camisetas alardeando os prévios serviços comunitários de Gacy como um palhaço com slogans satíricos como "sem lágrimas para o palhaço". Os manifestantes contrários à pena de morte fizeram uma silenciosa vigília à luz de velas.
Depois que a morte de Gacy foi confirmada às 0h58min do 10 de maio de 1994, seu cérebro foi removido. Ele está na posse de Helen Morrison, testemunha de defesa no julgamento de Gacy, a qual o entrevistou, além de outros assassinos em série na tentativa de isolar traços comuns de violentos sociopatas. Seu corpo foi cremado depois da execução.
Nos meses seguintes à execução de Gacy, muitas de suas pinturas foram leiloadas. Algumas foram compradas para que pudessem ser destruídas em um fogueira comunitária que se deu em junho de 1994 em Naperville, Illinois, presenciada por cerca de trezentas pessoas, entre as quais familiares de nove das vítimas de Gacy.

## Vítimas

### Vítimas identificadas
Apenas 27 das vítimas de Gacy foram conclusivamente identificadas. À época de seu julgamento, 22 das vítimas foram identificadas. Em março de 1980, dois outros cadáveres desenterrados do espaço sob o soalho da casa de Gacy foram identificados via registros dentários e radiológicos, tais como os de Kenneth Parker e Michael Marino; ambos foram reportados como desaparecidos a 25 de outubro de 1976, um dia depois de seus desaparecimentos.

Em maio de 1986, a nona vítima exumada do espaço sob o soalho foi identificada como Timothy Jack McCoy, a primeira vítima de Gacy. Uma outra vítima foi identificada em novembro de 2011 via teste de DNA como sendo William George Bundy, um trabalhador da construção de 19 anos que foi visto pela última vez por sua família a caminho de uma festa a 26 de outubro de 1976. Bundy aparentemente havia trabalhado para Gacy antes de ser assassinado. Logo após a prisão de Gacy, sua família contatou o dentista de Bundy na esperança de enviar seus registros odontológicos para comparação com com os corpos não identificados. Entretanto, os registros tinham sido destruídos depois que o dentista se aposentou. Uma segunda vítima foi identificada via teste de DNA em julho de 2017 como sendo uma rapaz de 16 anos de Saint Paul, Minnesota, chamado James "Jimmy" Haakenson, o qual contatou sua família pela última vez em 5 de agosto de 1976. Trinta e cinco anos depois, seu sobrinho, intrigado pela história familiar não resolvida, preencheu um formulário que a polícia disponibilizou para a reabertura do caso; as características coincidiram com três dos corpos, segundo a investigação do detetive responsável Jason Moran e o xerife local Tom Dart. Após o teste de DNA, Jimmy finalmente foi identificado e sua família pôde fazer um funeral apropriado. Infelizmente sua mãe morreu antes de saber o que houve com o filho. O caso ganhou repercussão e foi reportado em programa um de TV, televisionado no Brasil no Investigação Discovery. 
| - Timothy McCoy (16) 3 de janeiro de 1972 Corpo 9. Espaço sob o soalho. - John Butkovich (18) 31 de julho de 1975Corpo 2. Garagem. - Darrell Samson (18) 6 de abril de 1976 Corpo 29. Sala de jantar. - Randall Reffett (15) 14 de maio de 1976 Corpo 7. Espaço sob o soalho. - Samuel Stapleton (14) 14 de maio de 1976 Corpo 6. Espaço sob o soalho. - Michael Bonnin (17) 3 de junho de 1976 Corpo 18. Espaço sob o soalho. - William Carroll (16) 13 de junho 1976 Corpo 22. Espaço sob o soalho. - James Haakenson (16) 5 de agosto de 1976 Corpo 24. Espaço sob o soalho. - Rick Johnston (17) 6 de agosto de 1976 Corpo 23. Espaço sob o soalho. | - Kenneth Parker (16) 24 de outubro de 1976 Corpo 15. Espaço sob o soalho. - Michael Marino (14) 24 de outubro de 1976 Corpo 14. Espaço sob o soalho. - William Bundy (19) 26 de outubro de 1976 Corpo 19. Espaço sob o soalho. - Gregory Godzik (17) 12 de dezembro 1976 Corpo 4. Espaço sob o soalho. - John Szyc (19) 20 de janeiro de 1977 Corpo 3. Espaço sob o soalho. - Jon Prestidge (20) 15 de março de 1977 Corpo 1. Espaço sob o soalho. - Matthew Bowman (19) 5 de julho de 1977 Corpo 8. Espaço sob o soalho. - Robert Gilroy (18) 15 de setembro de 1977 Corpo 25. Espaço sob o soalho. - John Mowery (19) 25 de setembro de 1977 Corpo 20. Espaço sob o soalho. | - Russell Nelson (21) 17 de outubro de 1977 Corpo 16. Espaço sob o soalho. - Robert Winch (16) 10 de novembro de 1977 Corpo 11. Espaço sob o soalho. - Tommy Boling (20) 18 de novembro de 1977 Corpo 12. Espaço sob o soalho. - David Talsma (19) 9 de dezembro de 1977 Corpo 17. Espaço sob o soalho. - William Kindred (19) 16 de janeiro de 1978 Corpo 27. Espaço sob o soalho. - Timothy O'Rourke (20) June 16–23 de junho de 1978 Corpo 31. Rio Des Plaines. - Frank Landingin (19) 4 de novembro de 1978 Corpo 32. Rio Des Plaines. - James Mazzara (20) 24 de novembro de 1978 Corpo 33. Rio Des Plaines. - Robert Piest (15) 11 de dezembro de 1978 Corpo 30. Rio Des Plaines. - Francis Wayne Alexander (apenas identificado em 2021) |

### Vítimas não identificadas
Dos 33 assassinatos confirmados de Gacy, 8 vítimas não foram identificadas à época. Nos anos 1970, as análises forenses não eram tão avançadas. Registros dentários e radiológicos eram as principais formas de identificação de cadáveres. Todavia, com o passar do tempo, novas tecnologias foram surgindo, como o exame de DNA.

Seis das vítimas permanecem sem identificação, cinco das quais foram enterradas no espaço sob o soalho, com mais um jovem enterrado aproximadamente a 4,6 m de distância da churrasqueira de seu quintal. Especialistas usaram os crânios das vítimas não identificadas para criar reconstruções faciais. Baseados na confissão de Gacy, nas informações acerca de onde as vítimas identificadas enterradas no espaço sob o soalho e na análise forense, a polícia esteve apta a determinar quando suas vítimas não identificadas foram mortas.
| - Por volta de janeiro de 1974. Corpo 28. Quintal. Rapaz entre 14–18 anos. - Entre 13 de junho e 5 de agosto de 1976. Corpo 26. Espaço sob o soalho. Rapaz entre 23-30 anos. - Entre 6 de agosto de 5 de outubro de 1976. Corpo 13. Espaço sob o soalho. Rapaz entre 18 e 22 anos. | - Entre 6 de agosto e 24 de outubro de 1976. Corpo 21. Espaço sob o soalho. Rapaz entre 15 e 24 anos. - Entre dezembro de 1976 e 15 de março de 1977. Corpo 5. Rapaz entre 22 e 32 anos. - Entre 15 de março e 5 de julho de 1977. Corpo 10. Rapaz entre 17 e 21 anos. |

Em outubro de 2011, a equipe liderada pelo xerife do Condado de Cook, Tom Dart, anunciou que os investigadores, tendo conseguido os perfis completos de DNA de cada uma das vítimas não identificadas, deveriam renovar seus esforços para identificar todos eles. A seguir ele deu uma coletiva à imprensa para anunciar essa intenção. Nela, Dart afirmou que os agentes policiais estão a colher amostras de DNA de pessoas nos EUA que sejam relacionadas a qualquer homem desparecido entre 1970 e 1979. Os resultados dos testes realizados até agora confirmaram a identificação de duas vítimas, descartando a possibilidade numerosos outros rapazes desaparecidos serem vítimas de Gacy, além de resolverem quatro casos arquivados não relacionados aos assassinatos cometidos por Gacy entre 1972 e 1979.
Em 2013, as autoridades de Illinois recomeçaram a tentativa de identificar os corpos restantes. Em maio deste ano, acabou  se desvendando outro desaparecimento que achavam ser uma das vítimas da Gacy, mas como o DNA não correspondeu, o caso foi encaminhado para a polícia de New Jersey, a qual buscou nos arquivos de pessoas desaparecidas alguma compatibilidade e encontrou. Os restos mortais eram de Steven Soden, um jovem de 16 anos que desapareceu durante uma excursão de seu orfanato, em 1972. Não se descobriram as circunstâncias de sua morte.

### Disputa acerca da identificação de Michael Marino
Em 2012, testes de DNA realizados nos restos mortais identificados como sendo de Michael Marino revelaram que os estes foram mal identificados. A mãe de Marino sempre duvidou da identificação por conta de que a roupa encontrada junto ao cadáver era inconsistente com a que seu filho usara quando ela o viu pela última vez. Além disso, a radiografia da arcada dentária realizada no cadáver identificado como Michael Marino havia revelado que a vítima possuía todos os seus segundos molares, ao passo que a radiografia realizada em março de 1976 mostrara que um molar ainda não havia irrompido. Todavia, o ortodontista que identificou os restos de Marino afirmou a sua certeza na precisão de suas descobertas acrescentando que ele "comparou 32 dentes e provavelmente mais dúzia deles tinham preenchimentos muito distintos e cada um deles era consistente com Michael Marino.

### Possíveis vítimas adicionais
À época da prisão de Gacy, ele havia alegado tanto aos investigadores de Des Plaines quanto aos de Chicago que o número total de vítimas assassinadas por ele poderia chegar a 45. Entretanto, apenas 33 corpos já encontrados podiam ser ligados a Gacy. Os agentes escavaram o terreno de sua casa até que expuseram o subsolo de argila abaixo dos alicerces, ainda que apenas 29 corpos fossem encontrados enterrados em sua propriedade. Quando perguntado se havia mais vítimas, Gacy simplesmente disse "Isso é para vocês descobrirem".
No 8 de maio de 1977, Charles Hattula foi encontrado afogado em um rio próximo a Freeport, Illinois. Hattula, um funcionário da PDM Contractors havia sido ligado à investigação inicial sobre Gacy depois do desaparecimento de Robert Piest; isto foi após que o mesmo funcionário que informara os investigadores sobre o desaparecimento de Gregory Godzik os informou  sobre a morte de Hattula. Além disso, tal funcionário alegou que Hattula era conhecido por ter desavenças com Gacy; este informou a vários de seus empregados que o jovem havia se afogado, depois do corpo de Hattula ter sido recuperado do Rio Pecatonica. As autoridades de Des Plaines contataram com seus colegas em Freeport durante a investigação acerca de Gacy, mas disseram que o jovem morreu dada sua queda de uma ponte. À época da morte de Hattula, Gacy tinha ficado noivo e sua noiva havia se mudado para sua casa, o que deixa a possibilidade de Gacy ter se livrado do corpo de Hattula no Rio Pecatonica no lugar de enterrá-lo no espaço sob o assoalho de sua casa. Porém, a morte de Hattula foi considerada, oficialmente, como acidental.
Gacy afirmou depois de ter atacado e libertado Jeffrey Rignall em março de 1978 ,que ele começou a desovar suas vítimas no Rio Des Plaines. Ele confessou ter descartado cinco cadáveres desse modo. Mas, apenas quatro corpos foram encontrados no rio e conclusivamente confirmados como vítimas de Gacy. Dado o espaço de tempo de mais de quatro meses entre a data dos assassinatos e da primeira e segunda vítimas conhecidas terem sido jogadas ao rio, é possível que esta vítima desconhecida tenha sido morta entre junho e novembro de 1978.
Um agente policial aposentado de Chicago chamado Bill Dorsch afirmou que tinha motivos para acreditar que pode ter mais vítimas enterradas no terreno do prédio de apartamentos no quarteirão 6100 da Avenida West Miami em Chicago; uma propriedade a qual Gacy foi zelador por vários anos antes de ter sido preso em 1978. Em 1975, Dorsch — então um policial de Chicago — observou Gacy (o qual ele conhecia de forma casual), segurando uma pá nas primeiras horas da manhã. Quando confrontado por Dorsch quanto as suas ações, Gacy disse que estava a trabalhar e estava muito ocupado durante o dia. Dorsch também alegou que vários outros residentes da Avenida West Miami disseram que, no início até meados da década de 1970, viram Gacy cavando valas nos terrenos da propriedade; um desses residentes também disse que Gacy colocaria plantas mas valas que ele havia cavado. À época que tais ações foram observadas, Gacy ainda era casado com Carole Hoff. Depois do seu primeiro assassinato em 1972, não se sabe que ele tenha enterrado nenhuma vítima de seus homicídios embaixo de sua casa até um mês depois de seu divórcio, em março de 1976. (John Butkovich havia sido enterrado sob sua garagem e um vítima desconhecida definida como "corpo 28" havia sido enterrada no seu quintal.) A esposa de Gacy havia informado aos agentes policiais que, em várias ocasiões nos anos que antecederam sua separação, que ela tinha encontrado várias carteiras de homens e cartões de identidade descartados aos arredores do terreno na Summerdale, 8213. Quando ela confrontou Gacy acerca disto, ele agressivamente a disse que propriedade não era da sua conta.
Em março de 2012, os subordinados do xerife do Condado de Cook fizeram um pedido para escavar o terreno dessa propriedade. Todavia, o procurado do estado no Condado de Cook negou tal pedido ao afirmar a falta de uma provável causa como razão do pedido ter sido negado (incluindo a busca pregressa de 1998). Entretanto, o escritório do xerife notou que, em 1998, uma pesquisa por radar havia notado 14 áreas de interesse dentro do terreno da propriedade, ainda que apenas duas dessas 14 anomalias (descobertas pelo radar) tinham sido escavadas. Das 12 restantes, as quais a polícia não havia examinado em detalhe naquela ocasião, quatro foram descritas como "incrivelmente sugestivas" como esqueletos humanos. Além disso, Bill Dorsch proveu à polícia uma carta da empresa de radares que a busca de 1998 estava incompleta.
Um segundo pedido para escavar os terrenos da Avenida West Miami foi apresentado ao promotor do Condado de Cook pelo xerife Tom Dart em outubro de 2012. Tal pedido foi concedido em janeiro de 2013; uma busca na propriedade foi realizada na primavera do mesmo ano. Tanto os cães farejadores do FBI, quanto os equipamentos de radar de penetração ao solo foram usados na segunda busca da Avenida West Miami; a busca, entretanto, não revelou quaisquer restos humanos.

## Modus Operandi
Gacy saía às ruas de Chicago dirigindo seu Oldsmobile preto em busca de vítimas. Conversava com rapazes e oferecia empregos em sua construtora. Por agir durante o dia, a mentira do emprego caía bem e muitos rapazes aceitavam carona até à empresa de Gacy. Quando a vítima não aceitava, Gacy partia para o “Plano B”: oferecia maconha e dinheiro caso o rapaz fizesse sexo com ele. Uma vez dentro do carro, atacava suas vítimas com clorofórmio. Com a vítima desacordada, levava-a até sua casa. Amarrava-a e iniciava a sessão de tortura com diversos instrumentos. Muitas das vezes garotos iam até a casa de Gacy a procura de emprego. Gacy então os convidava para entrar e mostrava o “Truque das Algemas”. Uma vez algemados, os garotos eram dopados e molestados sexualmente por Gacy. Mas antes, para que ninguém escutasse os gritos dos garotos, Gacy os amordaçava com suas próprias cuecas. Era sua assinatura. Muitas vezes as torturas eram feitas, segundo Gacy, por uma de suas personalidades, “O Palhaço”. Vestindo-se de Palhaço Pogo, as torturava lendo passagens da Bíblia. Depois da tortura e dos abusos sexuais, Gacy estrangulava suas vítimas usando um instrumento conhecido como garrote. Instrumento o qual foi apreendido na primeira busca que a polícia fez na casa de Gacy (o pedaço de madeira com dois furos nas extremidades).

## Impacto cultural

### Música
- A banda norte americana Dog Fashion Disco gravou a música "Pogo the clown", sobre o Modus Operandi de John Wayne Gacy .
- A banda japonesa Pentagon gravou a música "少年ワルツ" (Shonen Waltz, ou A Valsa dos Jovens) inspirada por John Wayne Gacy, a música ganhou um video clipe contando com um ator representando o assassino vestido de palhaço.

- Jonathan Davis, vocalista da banda Korn, comprou o traje de palhaço de Gacy.
- O ex-tecladista da banda de Marilyn Manson usou parte do nome de John para sua "nova identidade": Madonna Wayne Gacy.
- A banda brasileira John Wayne tem esse nome como referência a John Wayne Gacy.
- Sufjan Stevens gravou a música "John Wayne Gacy Jr" no disco Come On Feel the Illinoise (2005).
- A banda Bathory gravou a música 33 Something, no albúm Octagon (1995). O nome dessa música refere-se ao número de vítimas de Gacy.
- A banda Acid Bath usou como referência uma das pinturas de palhaço de John Wayne na capa do disco When the Kite String Pops.
- A banda Matinta Perera também criou uma música chamada John Wayne Gacy (Palhaço Assassino, )

### TV
- Foi interpretado nos episódios de American Horror Story: Hotel, devil's night part 1 e part 2.
- No episódio Lebanon da 14ª Temporada de Supernatural, o fantasma de John Wayne aparece como um espírito vingativo, em forma de palhaço, após escapar de uma caixa de cigarros. Sam derrota-o ao queimar a caixa.

### Filmes
- À Procura de Um Assassino (1992)
- Gacy (filme) (2003)
- Dear Mr. Gacy (2010)
- 8213: Gacy House (2013)

### Pinturas

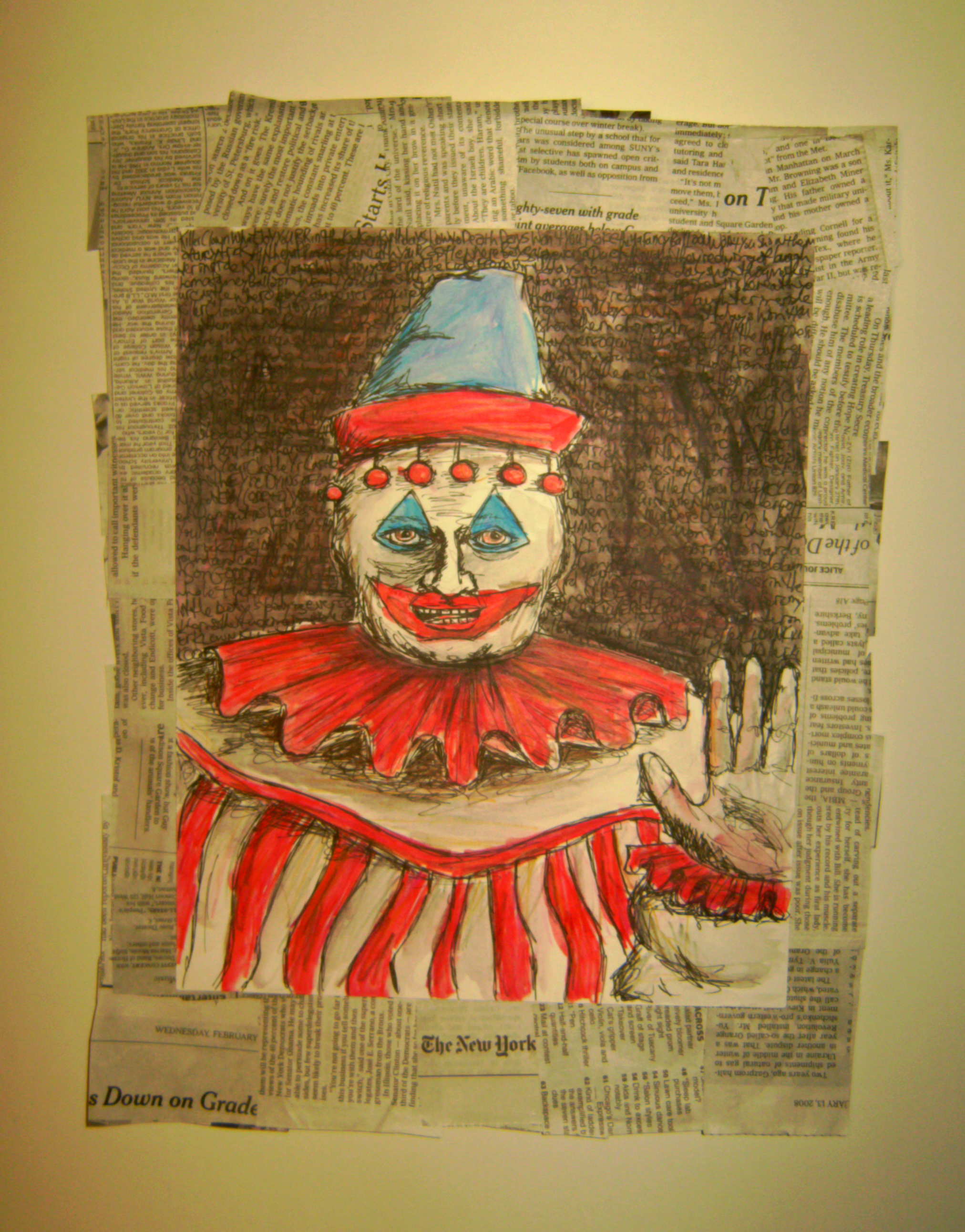
Pintura feita por John Wayne Gacy na prisão.

Durante os 14 anos em que esteve preso, Gacy pintou diversos quadros. Pintava como hobby e como forma de ganhar dinheiro, chegou a vender 120 mil dólares em quadros. Seus quadros hoje alcançam altos valores no mercado e são vistos com ceticismo por parte de alguns especialistas em obras de arte. Na prisão, ainda ganhou bastante dinheiro – com as pinturas que fazia (especialmente populares eram as de palhaço e auto-retratos, mas também retratou Jesus, Hitler, personagens da Disney, outros criminosos, etc.) e com outros métodos, como um serviço telefônico pago que criou, onde a pessoa que ligava podia ouvir sua alegação de inocência. Tinha uma rotina obsessiva na cadeia: anotava cada ligação, carta ou visita recebida e até mesmo o que comeu. Conta-se que, nos 14 anos que esteve preso, passou a abusar de álcool e tentou suicídio.

### Citações
"They were just a bunch of worthless little queers and punks." ("Eles eram apenas um bando de gays e vagabundos")— sobre suas vítimas
"Kiss my ass". ("Vai se danar")— para o guarda, quando questionado sobre suas últimas palavras antes da execução.